# Innenstadt (Schweinfurt)
Die Innenstadt ist ein Stadtteil der kreisfreien Stadt Schweinfurt. Sie wird für amtlich-statistische Zwecke als Bezirk 12 Innenstadt-West und Bezirk 13 Innenstadt-Nord geführt. Die Zuordnung der Altstadt (statistischer Bezirk 11) bleibt unklar (siehe: Schweinfurt, Stadtgliederung). Da sie völlig anders strukturiert ist als die statistischen Bezirke 12 und 13, wird sie in einem eigenen Artikel behandelt.
Der Bezirk 12 hat mit einer Ausländerquote von 40,4 % einen deutschen Spitzenwert (z. Vgl.: Berliner Bezirk Neukölln 27,6 %; alle Werte vom 31. Dezember 2022). Bei diesen Werten sind Doppelstaatler mit deutschem und ausländischem Pass und Deutsche mit Migrationshintergrund nicht eingerechnet. Die Innenstadt ist sowohl mit als auch ohne Hinzurechnung der Altstadt der am zweitdichtesten besiedelte Stadtteil Unterfrankens (nach der Sanderau in Würzburg).

## Lage und Begrifflichkeit
Die Innenstadt wird im Süden vom Main, im Westen durch die Friedrich-, Georg-Schäfer-, Moritz-Fischer- und Nikolaus-Hofmann-Straße, im Norden durch die Friedhofstraße und im Osten durch den Marienbach begrenzt.
In neuerer Zeit werden zur Innenstadt, insbesondere im Immobilienmarkt, nur die Bezirke 12 und 13 gezählt, da der Bezirk 11 Altstadt baulich völlig anders strukturiert ist. Die Innenstadt in diesem engeren Sinn wird im Osten durch die teilweise noch erhaltene Stadtmauer und die Wallanlagen begrenzt.
Im Süden der Innenstadt liegt der DB-Haltepunkt Schweinfurt Mitte.

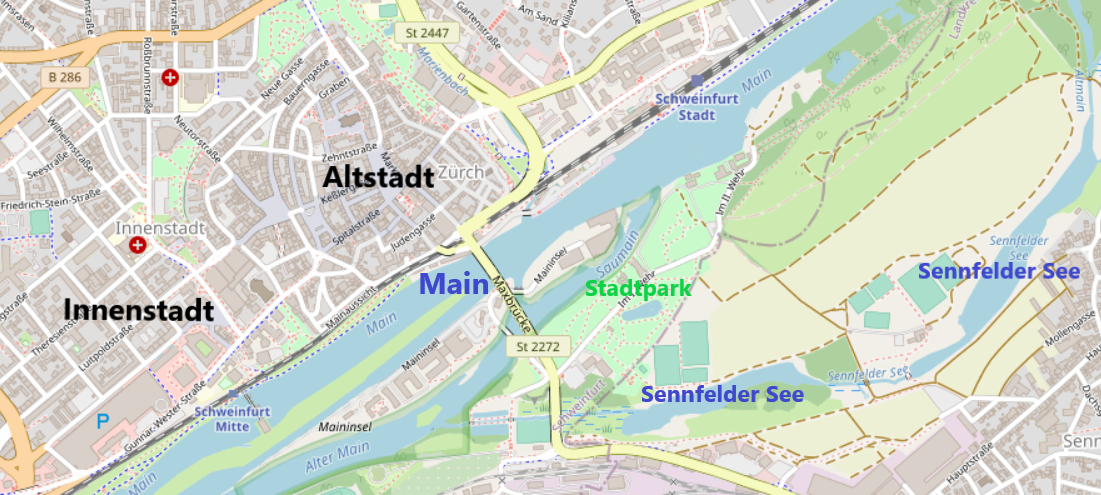
Lage der Innenstadt am Maintal

| Nordwestlicher Stadtteil | Nördlicher Stadtteil                        | Nordöstlicher Stadtteil |
| Musikerviertel Bergl     | Kompassrose, die auf Nachbargemeinden zeigt |                         |
| Oberndorf                | Hafen-Ost                                   | Sennfeld                |

## Sozialstruktur
| Status 31. Dez. 2022                               | Innenstadt-West Statistischer Bezirk 12 | Gesamtgebiet Schweinfurt |
| -------------------------------------------------- | --------------------------------------- | ------------------------ |
| Deutsche                                           | 59,6 %                                  | 77,4 %                   |
| Ausländer                                          | 40,4 %                                  | 22,6 %                   |
| Anteil Doppelstaatler an der deutschen Bevölkerung | 14,3 %                                  | 17,1 %                   |

| Status 31. Dez. 2022                               | Innenstadt-Nord Statistischer Bezirk 13 | Gesamtgebiet Schweinfurt |
| -------------------------------------------------- | --------------------------------------- | ------------------------ |
| Deutsche                                           | 67,6 %                                  | 77,4 %                   |
| Ausländer                                          | 32,4 %                                  | 22,6 %                   |
| Anteil Doppelstaatler an der deutschen Bevölkerung | 13,9 %                                  | 17,1 %                   |

Die Innenstadt war bis in die Nachkriegsjahrzehnte vorwiegend ein Arbeiterviertel. Seit den 1960er Jahren zogen Gastarbeiter zu, insbesondere aus der Türkei, später aus vielen anderen Ländern, weshalb die Innenstadt einen hohen Bevölkerungsanteil mit Migrationshintergrund besitzt. In der Friedrich-Rückert-Grundschule, in der Innenstadt-West, haben 90 % der Kinder Migrationshintergrund.
In neuerer Zeit nahm die Einwohnerzahl vorwiegend durch den Zuzug von Migranten deutlich zu, wodurch sich die Ausländerquote, insbesondere in der Innenstadt-West, weiter erhöhte. Die Einwohnerzahl stieg in der gesamten Innenstadt (einschließlich Altstadt, Bezirke 11–13) von 2015 bis 2022 um 12,1 % von 10.814 auf 12.122 Einwohner. Andererseits kam es in einigen Bereichen der Innenstadt-West infolge neuer Wohnanlagen im gehobenen Segment zur Gentrifizierung. Wodurch hier der für das frühe 21. Jahrhundert typische soziale Mix großstädtisch geprägter Gründerzeitviertel entstand (siehe auch: Nachverdichtung und Gentrifizierung).

## Innenstadt-West
Statistischer Bezirk 12

### Chaussee nach Werneck

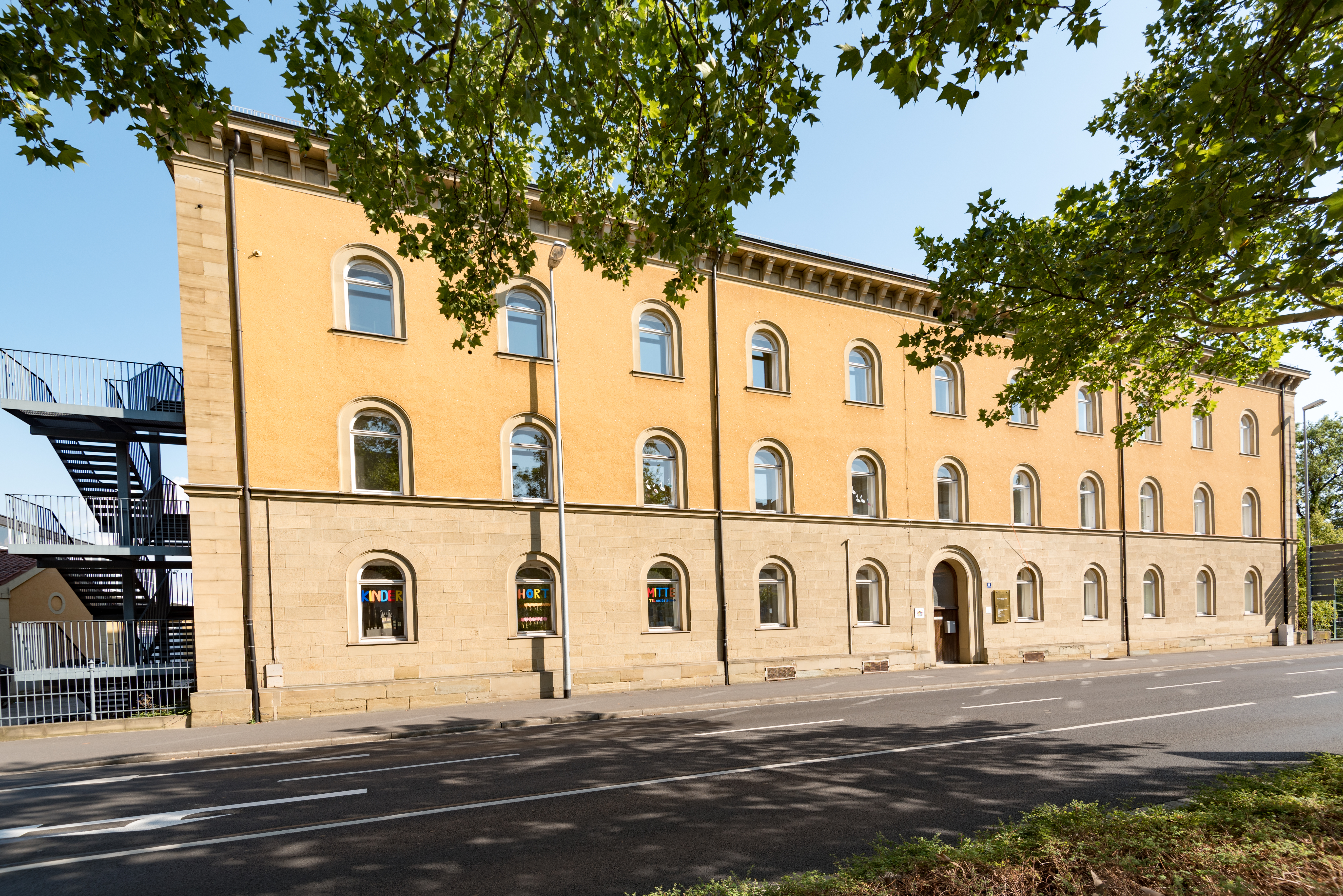
Ehemalige Oberrealschule (Rundbogenstil, 1855) an der Chaussee nach Werneck; heute Friedrich-Rückert-Grundschule (Gunnar-Wester-Straße)

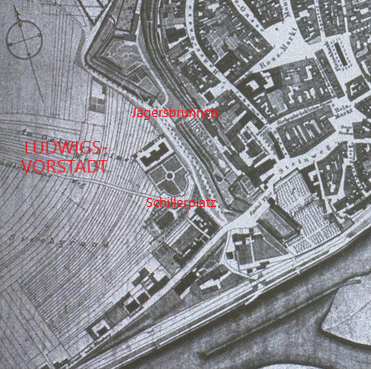
Katasterplan von 1868 noch ohne Ludwigsvorstadt. Spital (an Stelle des heutigen Justizpalastes) mit Garten (an Stelle des 1905 angelegten Schillerplatzes). Südlich des Gartens das Stadttheater (an Stelle des heutigen Landratsamtes)

Südlich der späteren Ludwigsvorstadt entstand entlang des Mainufers, an der Chaussee nach Werneck (heutige Gunnar-Wester-Straße), die erste Bebauung Schweinfurts außerhalb der Stadtmauer. Noch vor dem Bau der Eisenbahn im Jahre 1854 vom Stadtbahnhof nach Würzburg wurden hier zunächst etwa zehn Bürgerhäuser errichtet. Der vorgründerzeitliche Häuserblock an der Ecke zum Schillerplatz ist weitgehend erhalten, mit den aus dieser Zeit typischen, kleinen Häusern in zweitklassiger Vorstadtlage, mit Lokalen in den Erdgeschossen.
1855 wurde an der Südseite der Chaussee die Oberrealschule (heute: Friedrich-Rückert-Grundschule) im Bayerischen Klassizismus (Rundbogenstil) fertiggestellt. An der Nordseite wurde 1862 das nicht mehr erhaltene Bezirksamt eröffnet.

### Schillerplatz
Südlich des heutigen Schillerplatzes wurde 1850 das Versammlungshaus der Freien Christlichen Gemeinde eröffnet, das 1858/59 zum Stadttheater umgebaut wurde; Von 1845 bis 1902 befand sich an der heutigen Rüfferstraße das Spital der Hospitalstiftung Schweinfurt mit einem Garten (siehe Katasterplan). Auf diesem Areal wurde 1905 der heutige Justizpalast errichtet. Unmittelbar nach seiner Fertigstellung wurden zusammen mit seinen Außenanlagen die Rüfferstraße als Allee und der dreieckige Schillerplatz angelegt. Er erhielt seinen Namen am hundertsten Todestag Friedrich Schillers am 9. Mai 1905, in Anlehnung an das Theater, das im Zweiten Weltkrieg zerstört wurde; heute befindet sich dort das Landratsamt.
Das Theater stand am Anfang des Geldersheimer Wegs, der das heute nicht mehr bestehende Spitaltor auf direktem Weg mit dem Vorort Geldersheim verband. Der Anfang der Wegtrasse ist noch sichtbar, als Diagonale des dreieckigen Schillerplatzes, der nach Abbruch des Spitals angelegt und wegen des Theaters so benannt wurde. Der Geldersheiner Weg besteht heute noch, unter gleichem Namen, 1,5 km westlich des Schillerplatzes als Rad- und Fußweg bis zur Stadtgrenze. Die Flur nordwestlich des Theaters hieß Am Geldersheimer Weg.

Schillerplatz
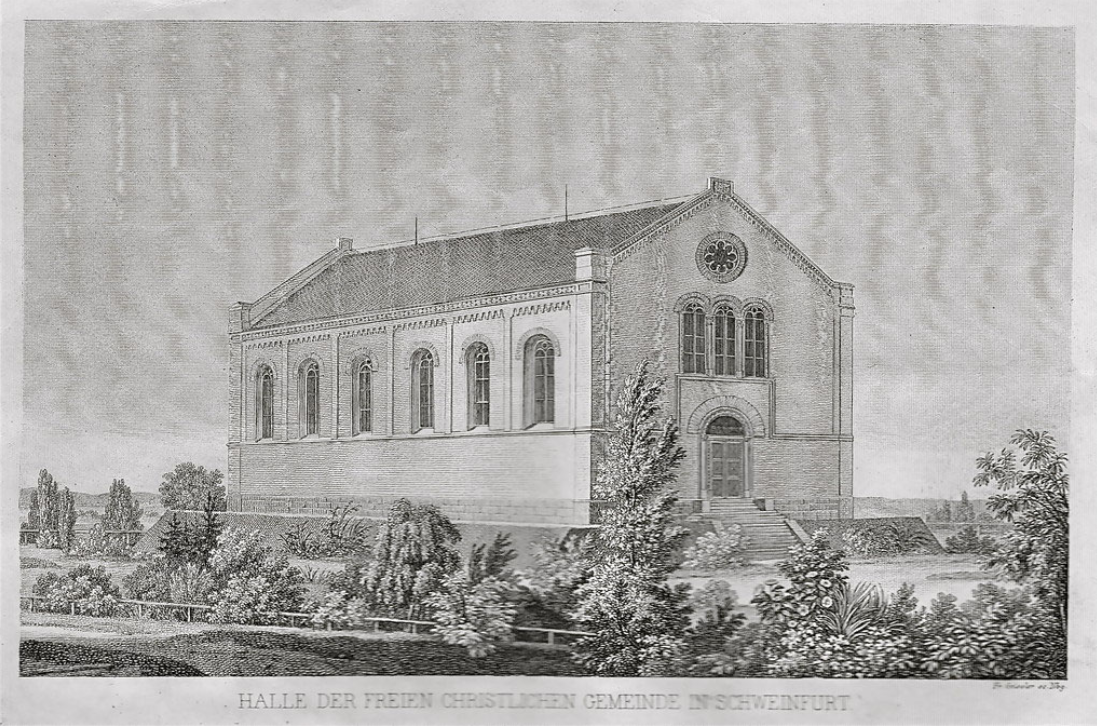
Freie Christliche Gemeinde (Rundbogenstil). Ab 1859 Stadttheater, im letzten Krieg zerstört. Heute steht dort das Landratsamt. Vor 1859
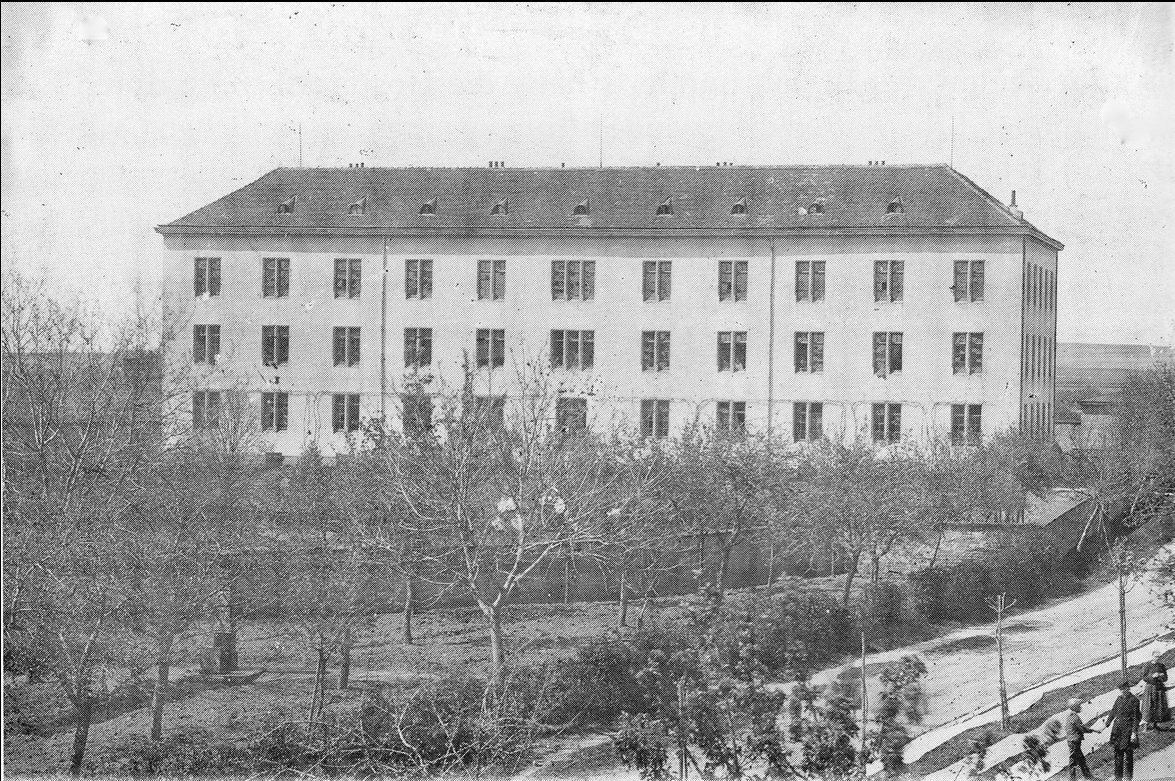
Spital mit Garten, erbaut 1844/45, abgebrochen 1902. Heute steht dort das Justizgebäude. Vor 1902
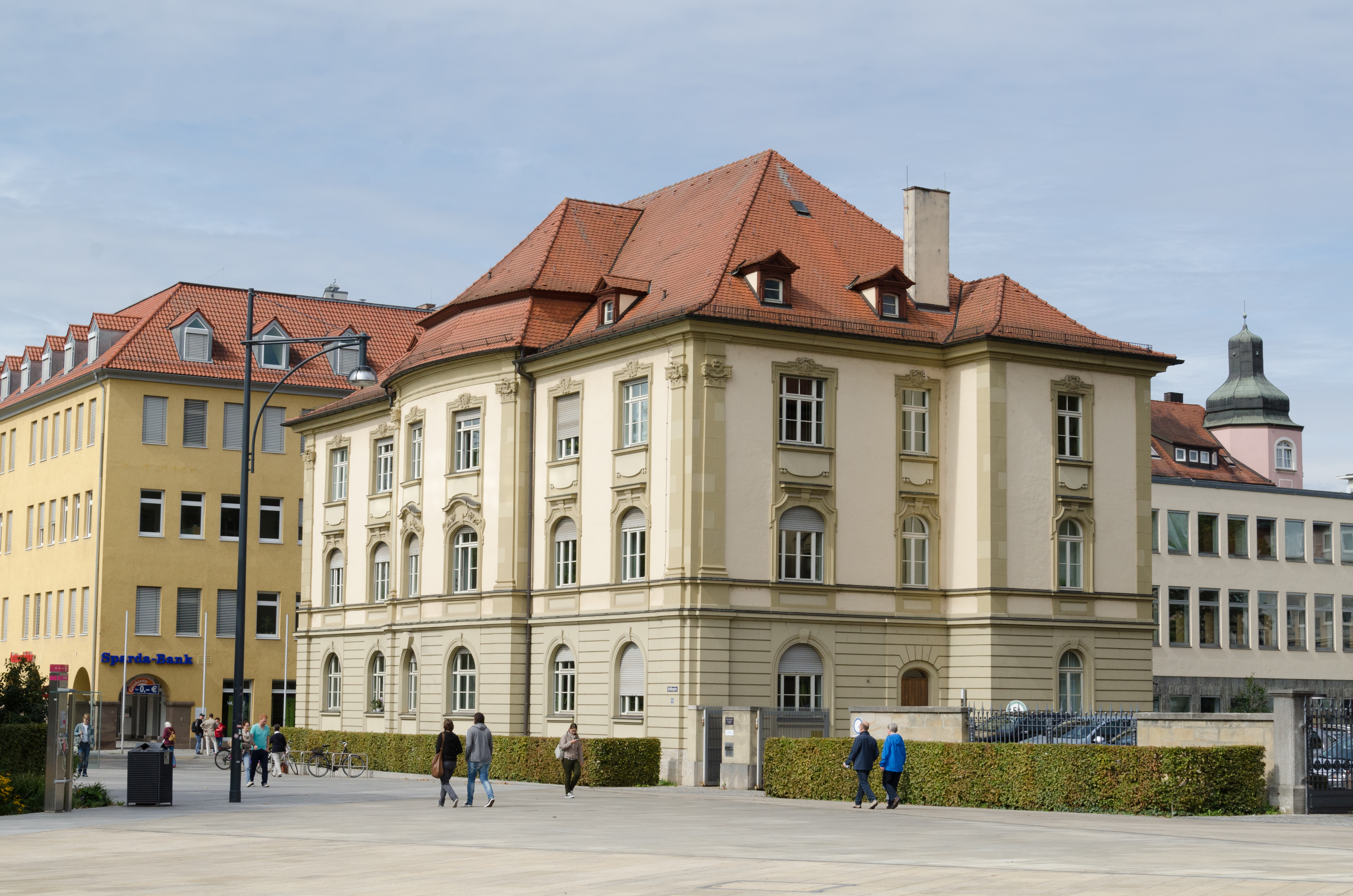
Ehemaliges Rentamt (Neubarock, 1904), später Finanzamt, heute Justizbehörden. 2014
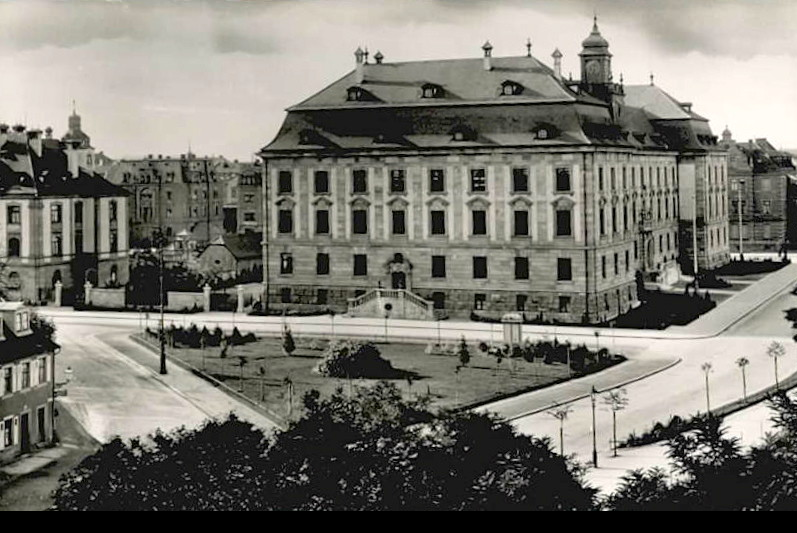
Justizpalast (Neubarock, 1905). Die linke Platz-Diagonale verlief entlang des Geldersheimer Wegs. Um 1910

### Ludwigsvorstadt (Westliches Gründerzeitviertel)

#### Geschichte
1891 beschloss der Magistrat im Vorfeld der westlichen Stadtbefestigung die Ludwigsvorstadt anzulegen (die heutige Innenstadt-West), aber erst 1897 gab es erste Bauherren. Am Eingang der Vorstadt entstand als eines der ersten Häuser an der Ecke Luitpold-/Rüfferstraße ein repräsentatives Wohnhaus des Malers Karl Fischer, das im letzten Krieg zerstört wurde.
Das Quartier ist ein typisches Gründerzeitviertel und klassisches Westend. Es hat mangels amtlicher Stadtgliederung viele Namen. Der ursprüngliche Name Ludwigsvorstadt geriet nahezu in Vergessenheit. Er bezieht sich, wie auch die in ihrem Bereich liegende Ludwigstraße, auf die Anlage der Vorstadt zur Zeit, als Schweinfurt zum Königreich Bayern gehörte. Die Ludwigsvorstadt in München liegt an entsprechender Stelle, westlich der Altstadt, auf der Seite zum Hauptbahnhof. Das Quartier wird seit langem Gründerzeitviertel genannt und in neuerer Zeit auch Westliches Gründerzeitviertel, um Verwechslungen mit einem weiteren Gründerzeitviertel zu vermeiden (siehe Innenstadt-Nord). In städtischen Statistiken wird das Viertel Innenstadt–West genannt und im Zuge des Stadtumbaus West wurde es auch Weststadt genannt (siehe: Stadtumbau West 2009).
Im 21. Jahrhundert wurde die Innenstadt-West durch mehrere Großprojekte aufgewertet (siehe: Umbau der Innenstadt-West).
Die Hauptstraße des Quartiers, die Luitpoldstraße, wurde nach dem bayerischen Prinzregenten Luitpold (1886–1912) benannt. Der Aufbau des Viertels fiel in seine Regierungszeit. Die Luitpoldstraße wurde als Prachtstraße in Richtung des Hauptbahnhofs angelegt. Luitpoldstraße ist ein für bayerische Städte typischer Name für Straßen, die zu Bahnhöfen führen oder in deren Umfeld liegen.
Quer über die Luitpoldstraße verläuft entlang der Landwehrstraße die Grenze zwischen der Gemarkung Schweinfurt und Oberndorf, das bis 1919 selbständig war. Der Oberndorfer Bereich der Luitpoldstraße wurde erst kurz nach der Eingemeindung, in den 1920er Jahren, auf der nördlichen Straßenseite bebaut.

Luitpoldstraße vor 1908
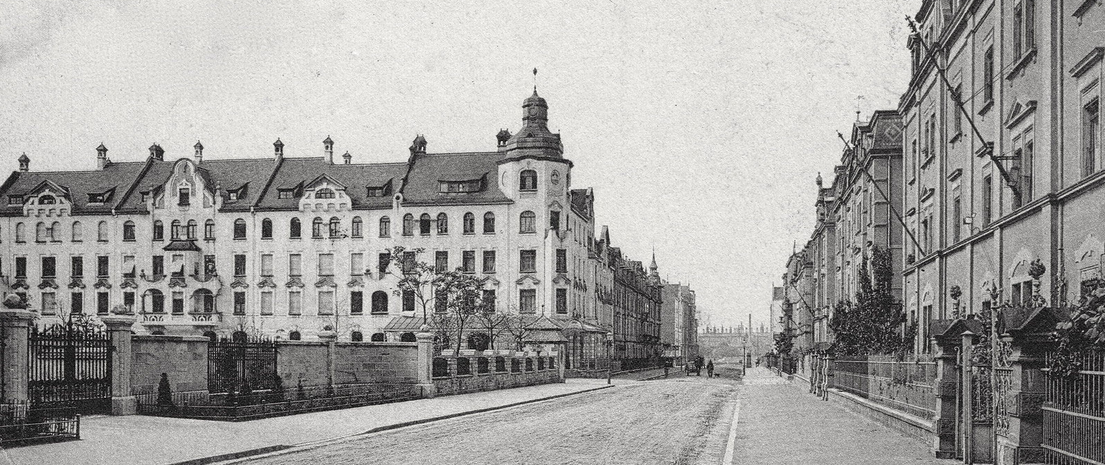
Luitpoldstraße (Ecke Friedenstraße). Prachtstraße zum Hauptbahnhof

#### Beschreibung
Das typische Gründerzeitviertel hat einen schachbrettförmigen Grundriss mit Blockrandbebauung, mit und ohne Vorgartenzone und die charakteristischen Eckkneipen. Die Bebauung erfolgte mit bis zu vier Geschossen und in einem im letzten Krieg zerstörten Block (Schrammstraße/Cramerstraße) mit fünfgeschossiger Bebauung im Stil Berliner Gründerzeitviertel.
An der Luitpoldstraße und im südlichen Abschnitt der Friedenstraße entstanden repräsentative Wohnungen für das gehobene Bürgertum. Ansonsten wurden vorwiegend Wohnungen einfachen Standards für Beschäftigte der Industrie errichtet.
Der Eingang des Viertels wird vom neubarocken Justizpalast von 1905 beherrscht. Daneben wurden auch um die Kreuzung Ludwigstraße/Friedenstraße mehrere öffentliche Gebäude errichtet: Die Friedenschule; 1908 die Ludwigschule (heute in die Friedenschule integriert) vom einflussreichen Architekten Paul Bonatz; in den 1920er Jahren die Gustav-Adolf-Gedächtniskirche und das Evangelische Gemeindehaus (Letzteres im Krieg zerstört und danach wieder aufgebaut); schließlich 1931 das katholische Krankenhaus St. Josef der Kongregation der Schwestern des Erlösers, das im Krieg teilweise zerstört und danach, in Teilen höher, wiederaufgebaut wurde.
Im Zweiten Weltkrieg blieb das Schweinfurter Stadtgebiet außerhalb der Industrie trotz 22 Bombenangriffen infolge der starken Luftverteidigung der Stadt zu 60 % erhalten (siehe: Schweinfurt, Nationalsozialismus). Das Westliche Gründerzeitviertel wurde jedoch wegen der Nähe zur Großindustrie etwa zur Hälfte zerstört.
Nach dem Wiederaufbau in den 1950er Jahren und einer Zeit des baulichen Stillstands in den 1960er und 1970er Jahren wurden im Quartier und den Randbereichen ab den 1980er Jahren viele Großprojekte ausgeführt (vergleiche Umbau der Innenstadt-West).

Nationalsozialismus und Krieg
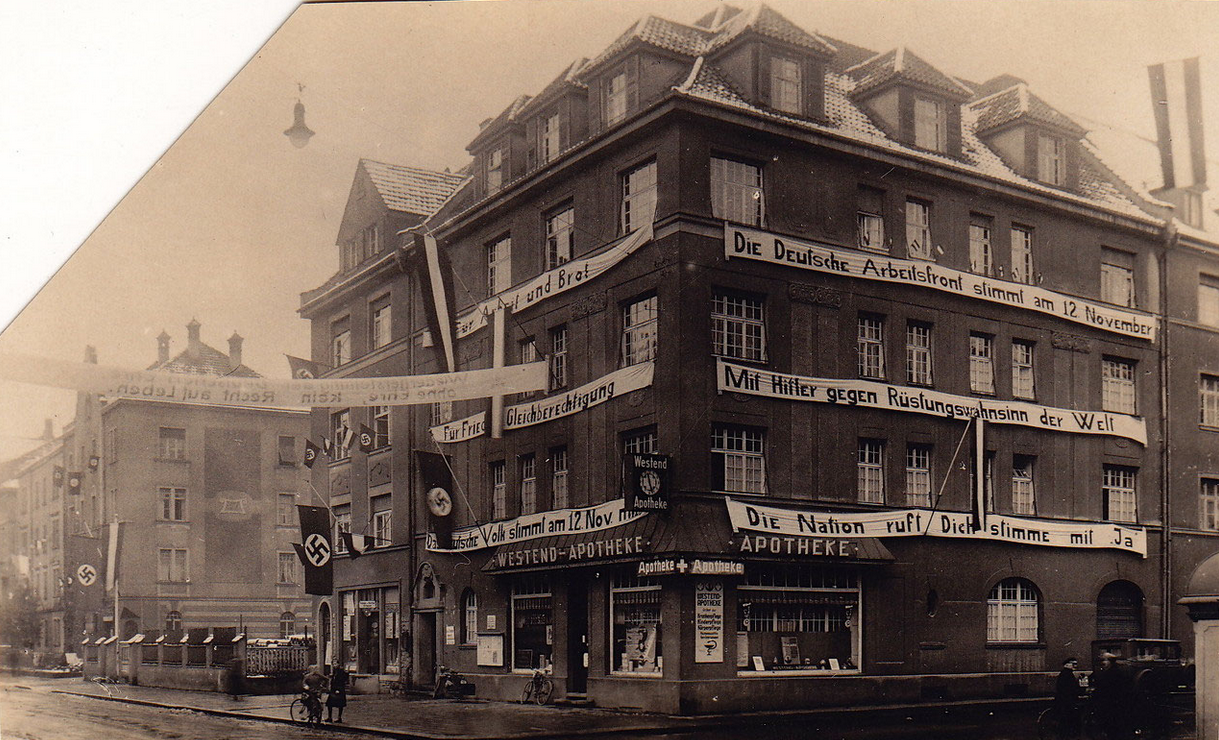
Westend-Apotheke (Luitpoldstraße/Ecke Sattlerstraße) im November 1933
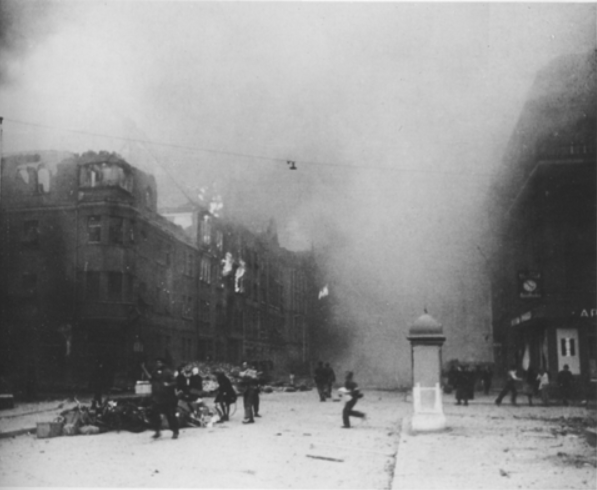
Luitpoldstraße Höhe Westend-Apotheke (rechts) nach einem Bombenangriff
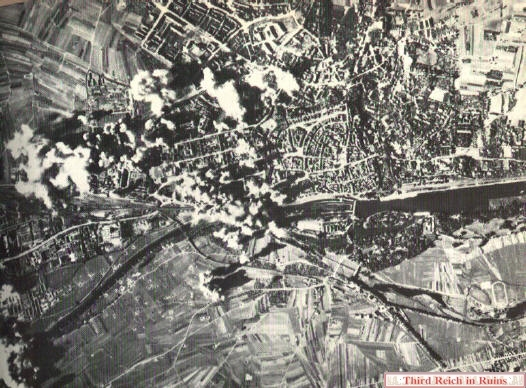
Gezielter amerikanischer Luftangriff auf Industriegebiete am 14. Oktober 1943. In einem rauchfreien Dreieck ist die Innenstadt-West zu erkennen
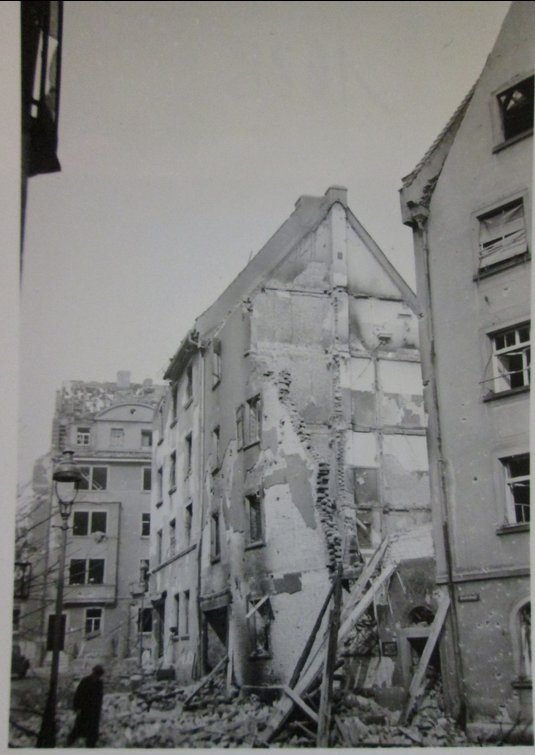
Friedenstraße nach einem Luftangriff

#### Soziale Entwicklung
Das Westliche Gründerzeitviertel ist, abgesehen von der seit langem nicht mehr bestehenden türkischen Kolonie von Fichtel & Sachs in Oberndorf, das älteste und traditionsreichste türkische Viertel der Stadt, mit einer Moschee, türkischen Geschäften, Lokalen und Vereinen. Die Bürger türkischer Wurzeln leben hier schon in der dritten Generation, bei niedriger Arbeitslosigkeit und relativ gutem Einkommen, im Gegensatz zu zahlreichen anderen deutschen türkisch geprägten Vierteln, wie z. B. Berlin-Neukölln. Ein Grund hierfür ist, dass in Schweinfurt im Gegensatz zu vielen anderen Industrie- und Großstädten keine Deindustrialisierung stattfand. Deshalb entstand hier trotz einer rekordverdächtigen deutschen Ausländerquote von 40 % keine Parallelgesellschaft hoher Ausprägung.
In neuerer Zeit wurde das Quartier infolge von Flüchtlingen, vorwiegend aus dem Nahen- und Mittleren Osten, Wohnort von Neubürgern aus vielen weiteren Ländern und zu einem großstädtisch strukturierten Schmelztiegel im ansonsten weithin provinziellen Unterfranken.

Ludwigsvorstadt (Westliches Gründerzeitviertel)
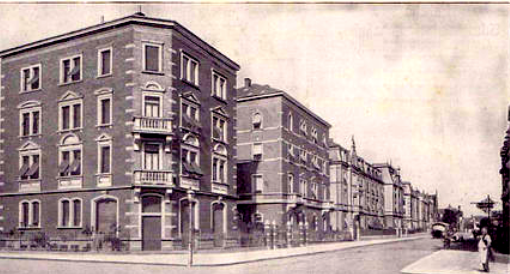
Ecke Luitpoldstraße / Sattlerstraße. Blickrichtung Altstadt um 1900
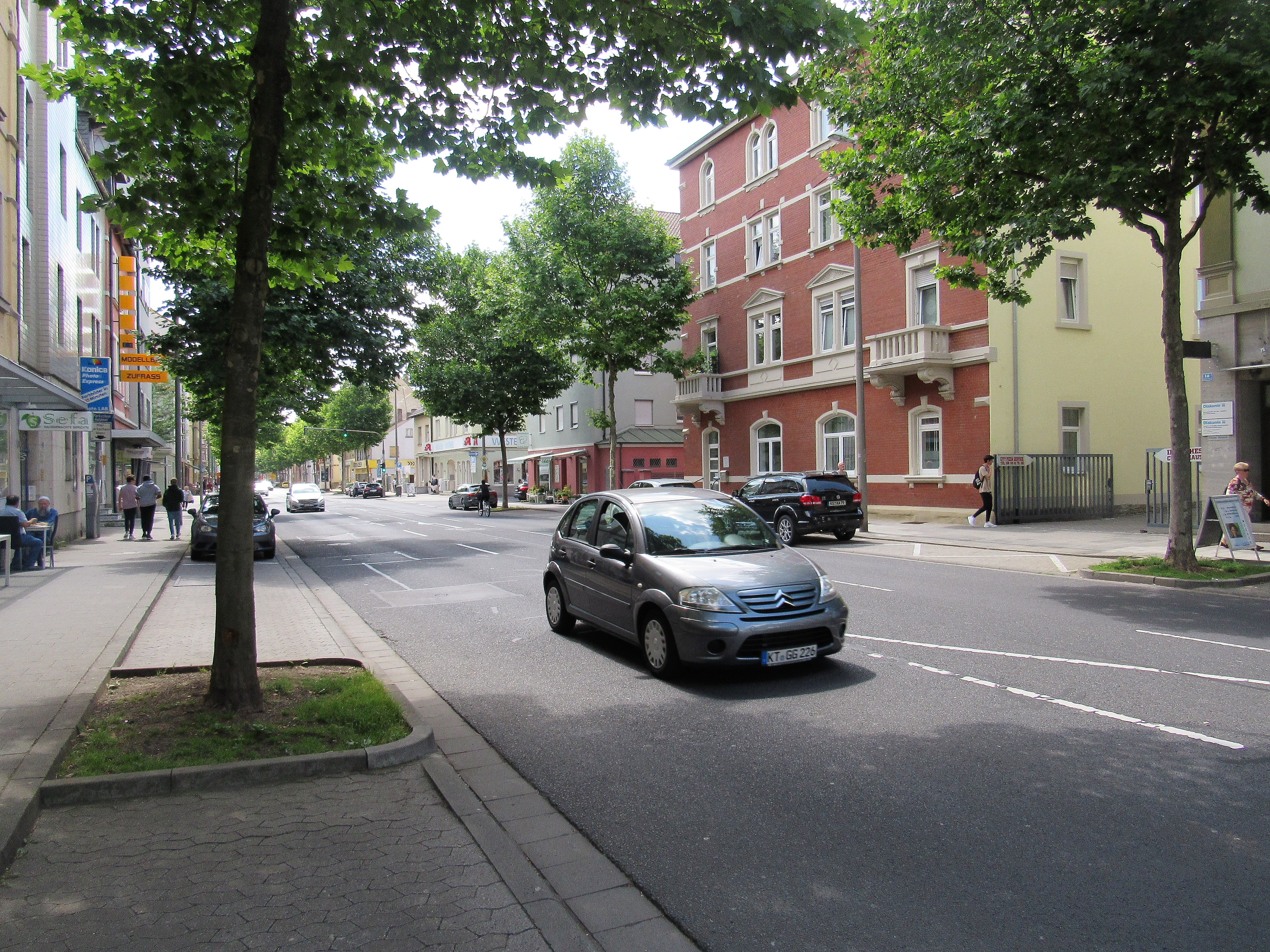
Luitpoldstraße 2017. Das rote Gebäude ist auch auf dem linken Foto als zweites zu sehen
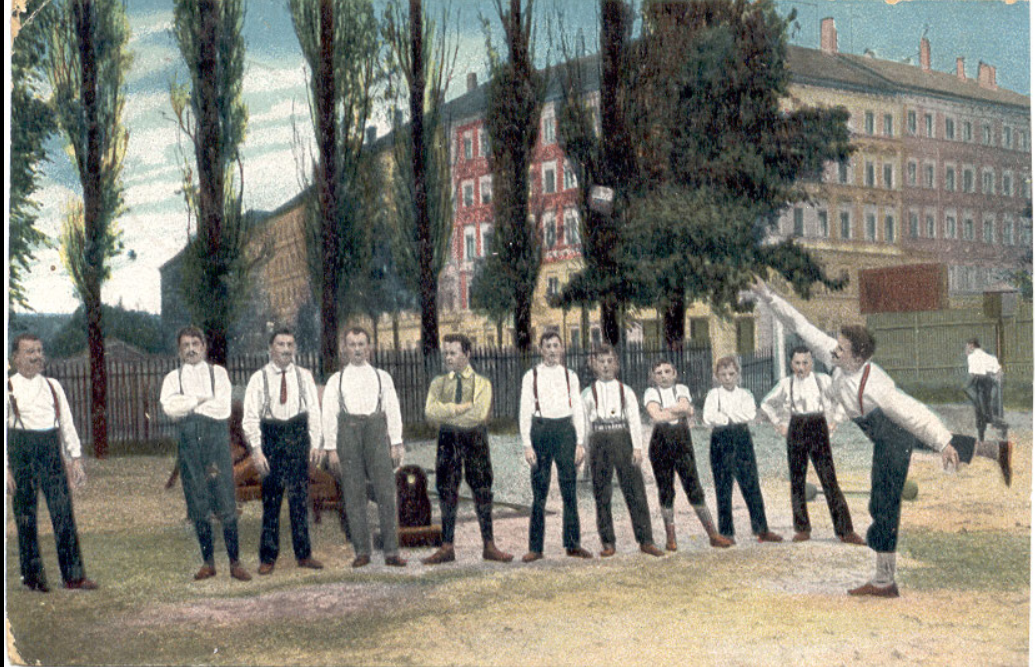
Ecke Schrammstraße / Cramerstraße um 1910. Mietskasernen nach Berliner Vorbild, im letzten Krieg größtenteils zerstört
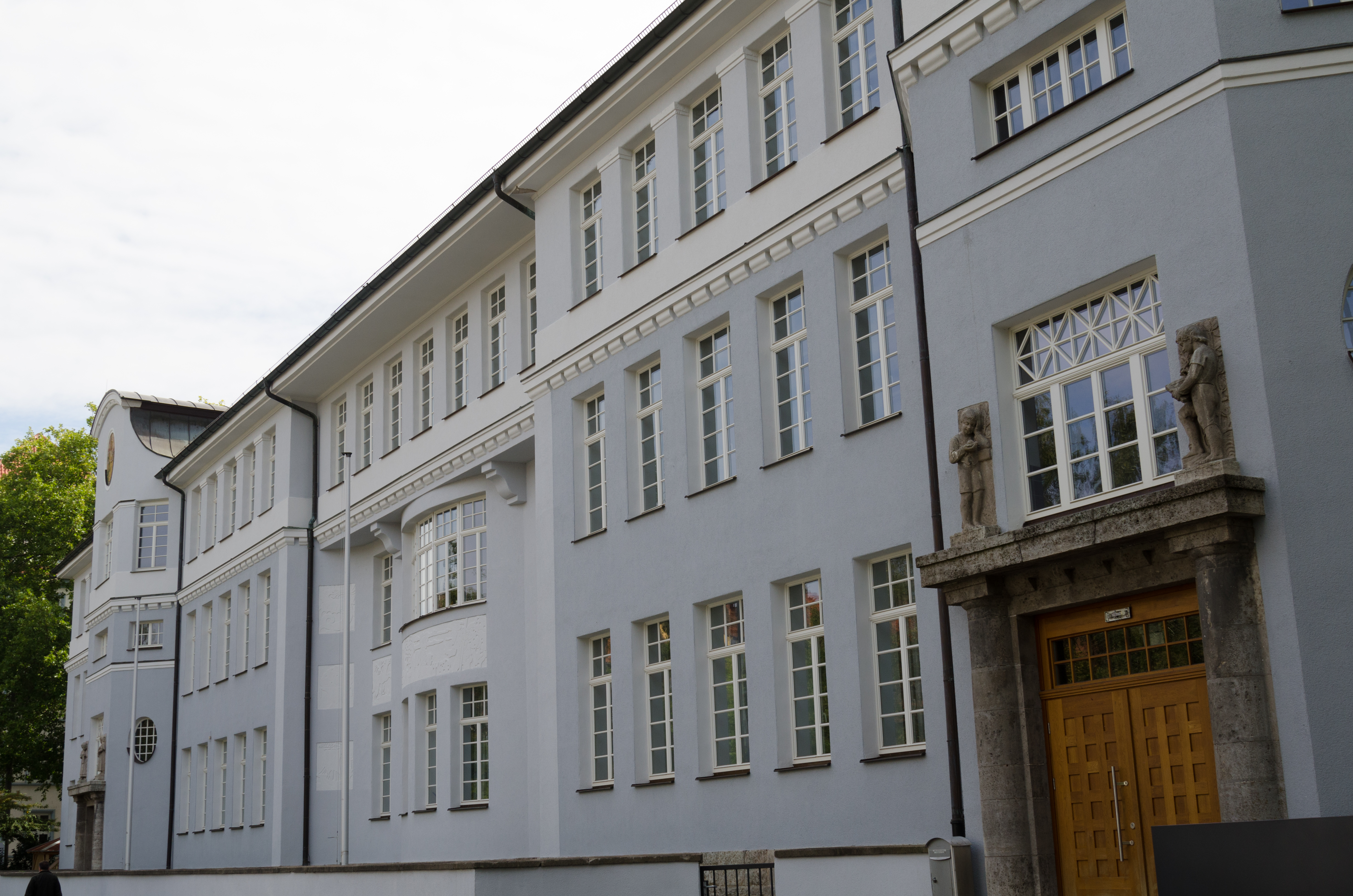
Friedenschule (frühere Ludwigschule, 1908)

### Industrie an der Schrammstraße

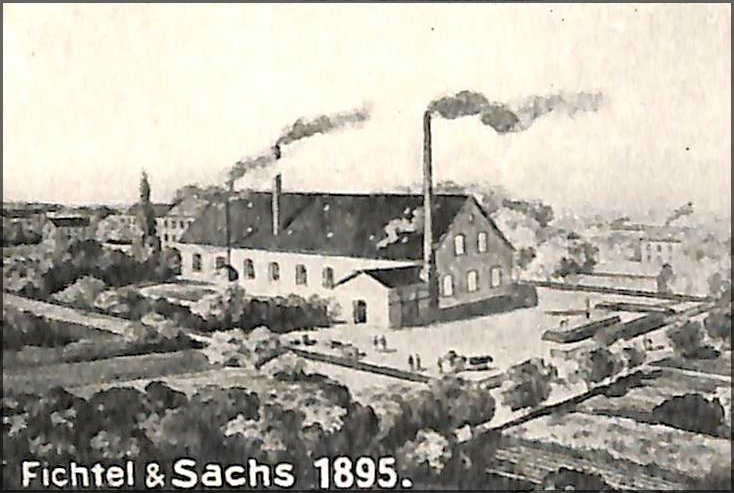
Erste Fabrik von Fichtel & Sachs an der Schrammstraße (späteres Werk 1)

Die Entwicklung Schweinfurter Firmen zur metallverarbeitenden Großindustrie begann in den 1890er Jahren an der Schrammstraße und zeitgleich nördlich des Bahnhofs Oberndorf-Schweinfurt (heutiger Hauptbahnhof) auf der Gemarkung des damals noch selbständigen Oberndorfs (FAG Kugelfischer). Heute befindet sich an der Schrammstraße keinerlei Industrie mehr, wenn man vom SKF-Hochhaus (Hauptverwaltung der Deutschen SKF) absieht.

#### Verkürzung der Sattler- und Cramerstraße
Das schachbrettartige Straßennetz der Ludwigsvorstadt reichte ursprünglich bis in die Nähe des Mainufers und schloss dort an die heutige Gunnar-Wester-Straße an.
Infolge von Werksum- und Werksausbauten (siehe nachfolgende Abschnitte) wurde zwischen der Schramm- und der heutigen Gunnar-Wester-Straße zunächst die Sattlerstraße und nach dem Zweiten Weltkrieg auch die Cramerstraße in die Werksbereiche integriert. Auf dem Stadtplan unten rechts ist die Sattlerstraße in diesem Bereich bereits als Werkstraße und die Cramerstraße noch als öffentliche Straße eingezeichnet (siehe bei Bildvergrößerung obere, rechte Planecke, oberhalb der Schrift Main, bzw. der Bahnlinie).

Entwicklung der Industrie an der Schrammstraße
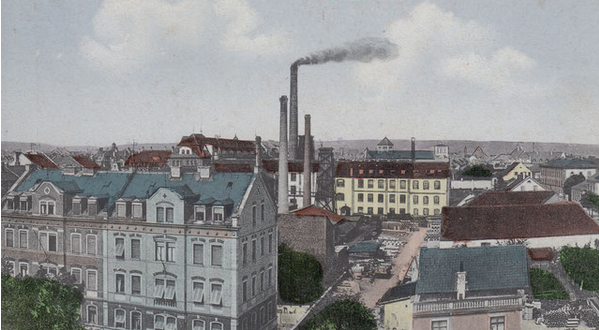
Fries & Höpflinger vor 1911. Am Horizont rechts die Altstadt. Vorne Wohnhäuser der südlichen Cramerstraße, dahinter die südliche Sattlerstraße. Das Areal wurde später zum VKF Werk 1 vereint, unter Einbeziehung der beiden südlichen Straßenabschnitte
Luftfoto vor dem 2. Weltkrieg. Aus den Arealen Fichtel & Sachs Werk 1, Fries & Höpflinger Hauptwerk und  Schuhfabrik Heimann ging das Werk 1 der VKF hervor (ab 1953 SKF)
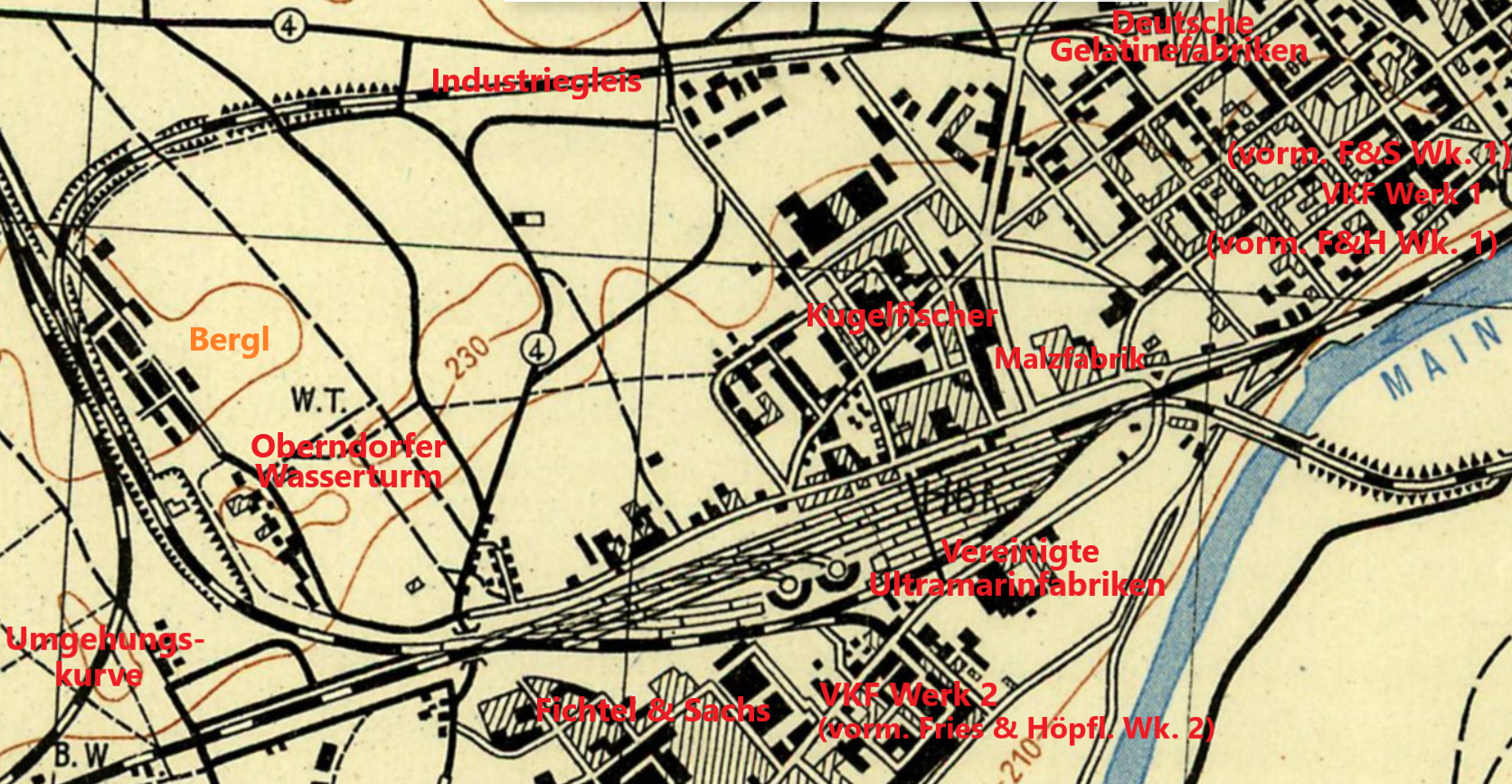
Ausschnitt aus dem Stadtplan vor 1945. Rechts oben das Westliche Gründerzeitviertel. In der unteren Bildmitte der Hauptbahnhof

#### Wälzlagerindustrie
Ab 1905 wurde das Werk 1 von Fichtel & Sachs (Wälzlager-Fertigung) und ab 1906 das unmittelbar westlich davon gelegene Hauptwerk von Fries & Höpflinger (ebenfalls Wälzlager-Fertigung) gebaut. Die Sattlerstraße trennte damals beide Werke voneinander. Spätestens 1913 wurde sie in das ausgebaute Werk 1 von Fichtel & Sachs integriert. Im Zuge der Neuordnung der deutschen Wälzlagerindustrie 1929 wurden beide Werke zu den Vereinigten Kugellagerfabriken (VKF) zusammengefasst, seit 1953 SKF (siehe: Schweinfurter Industriegeschichte, Neuordnung der Wälzlagerindustrie).

Einstige Fabrikgebäude an der Schrammstraße Anfang 20. Jahrhundert.
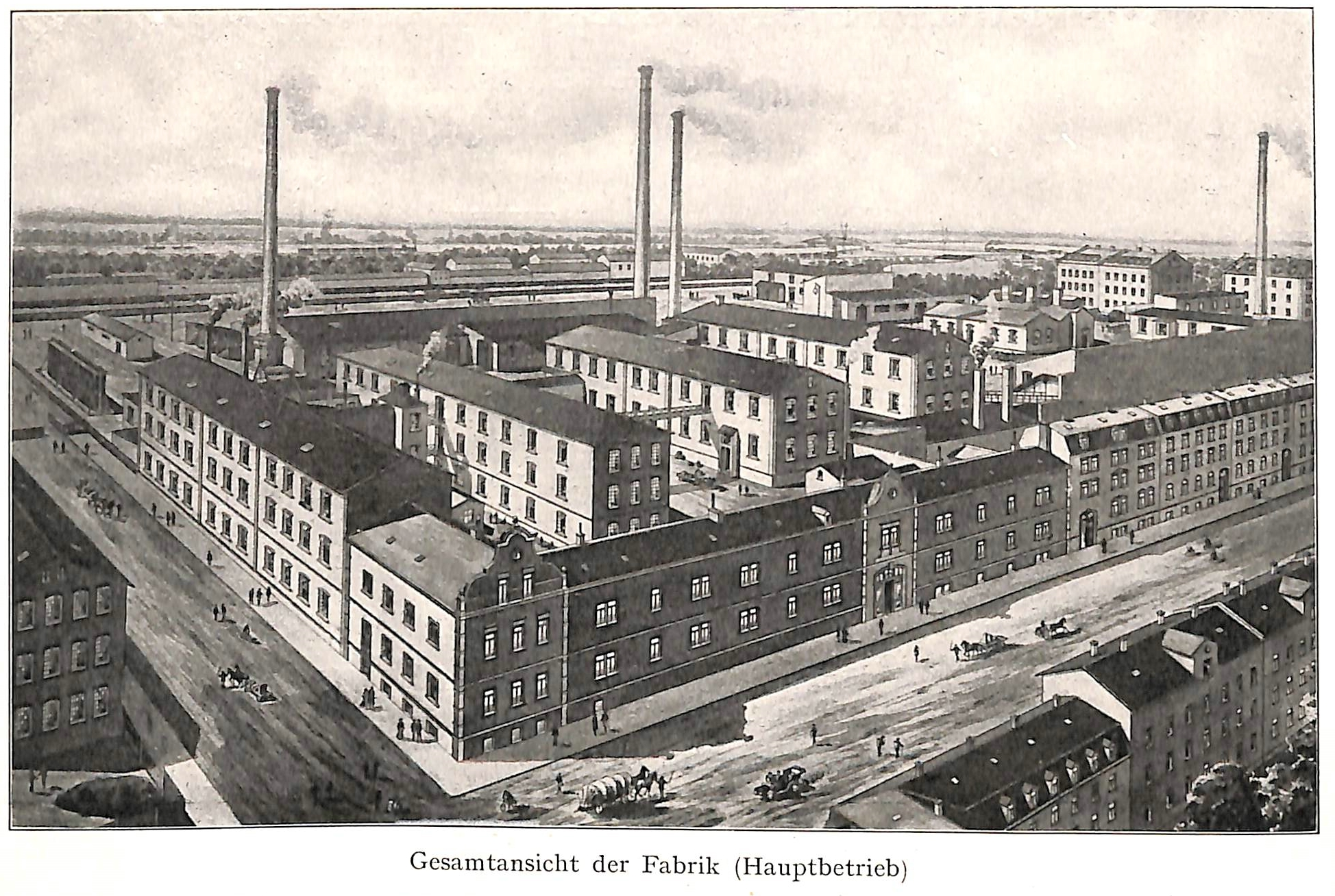
Fries & Höpflinger. Ansicht von der Ecke Schrammstraße (rechts) und Sattlerstraße. Ab 1929 VKF Werk 1
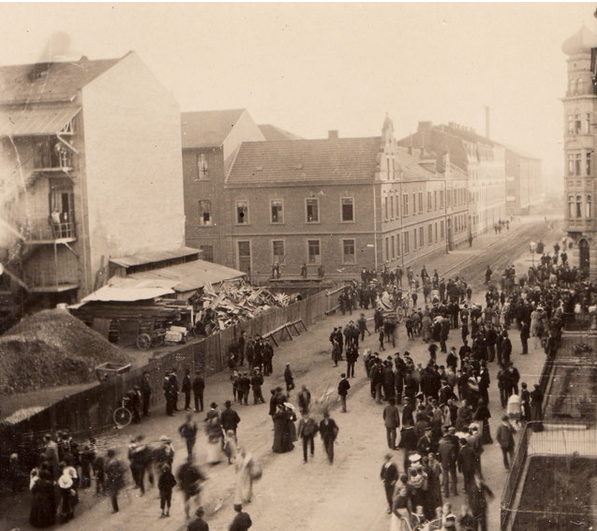
In Bildmitte das Eckhaus des linken Bildes. Das gesamte Areal wurde abgebrochen und ins neue Fichtel & Sachs Werk 1 integriert
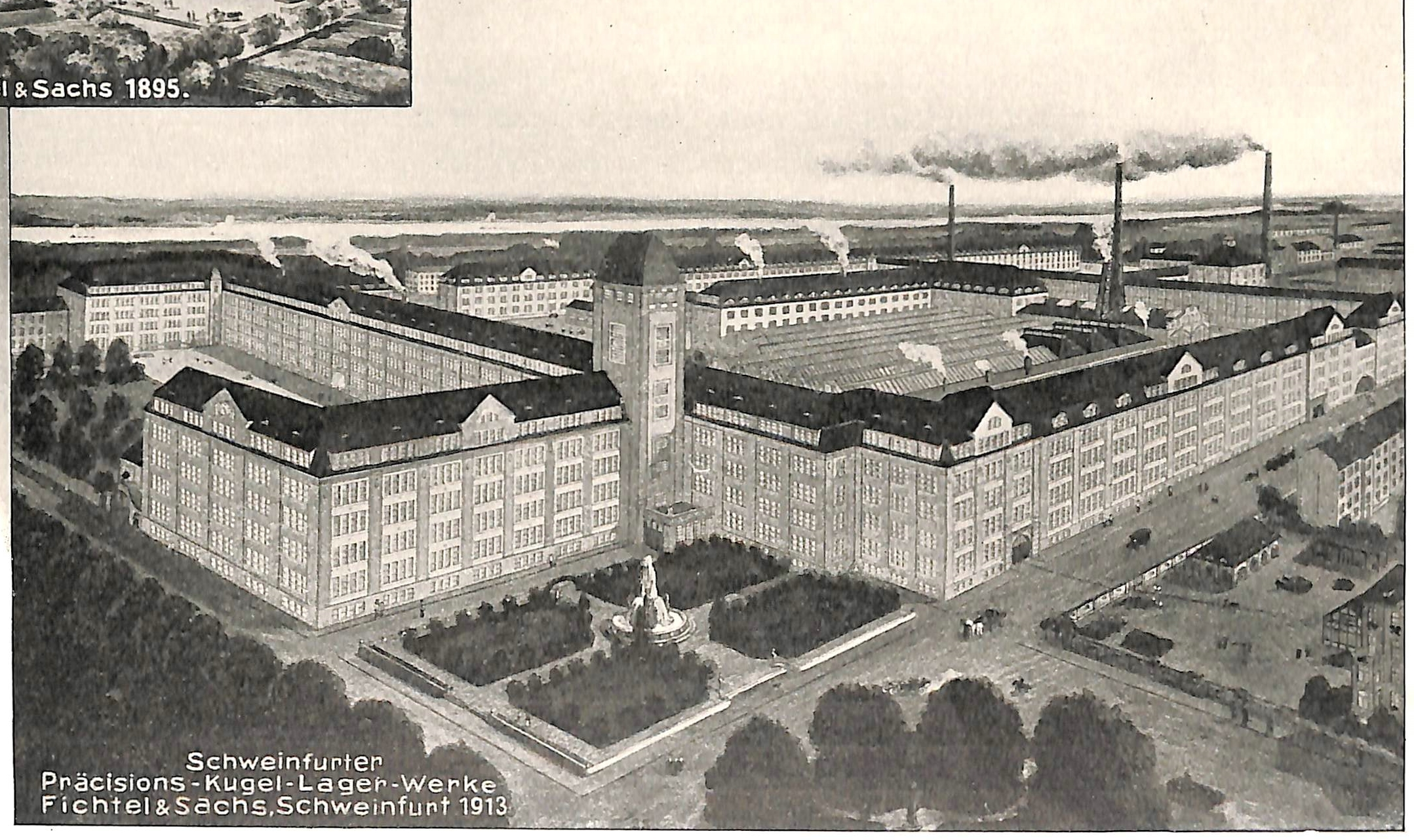
Fichtel & Sachs Werk 1 Stand 1913. Ab 1929 VKF Werk 1 (Ostteil). Rechts dahinter Fries & Höpflinger
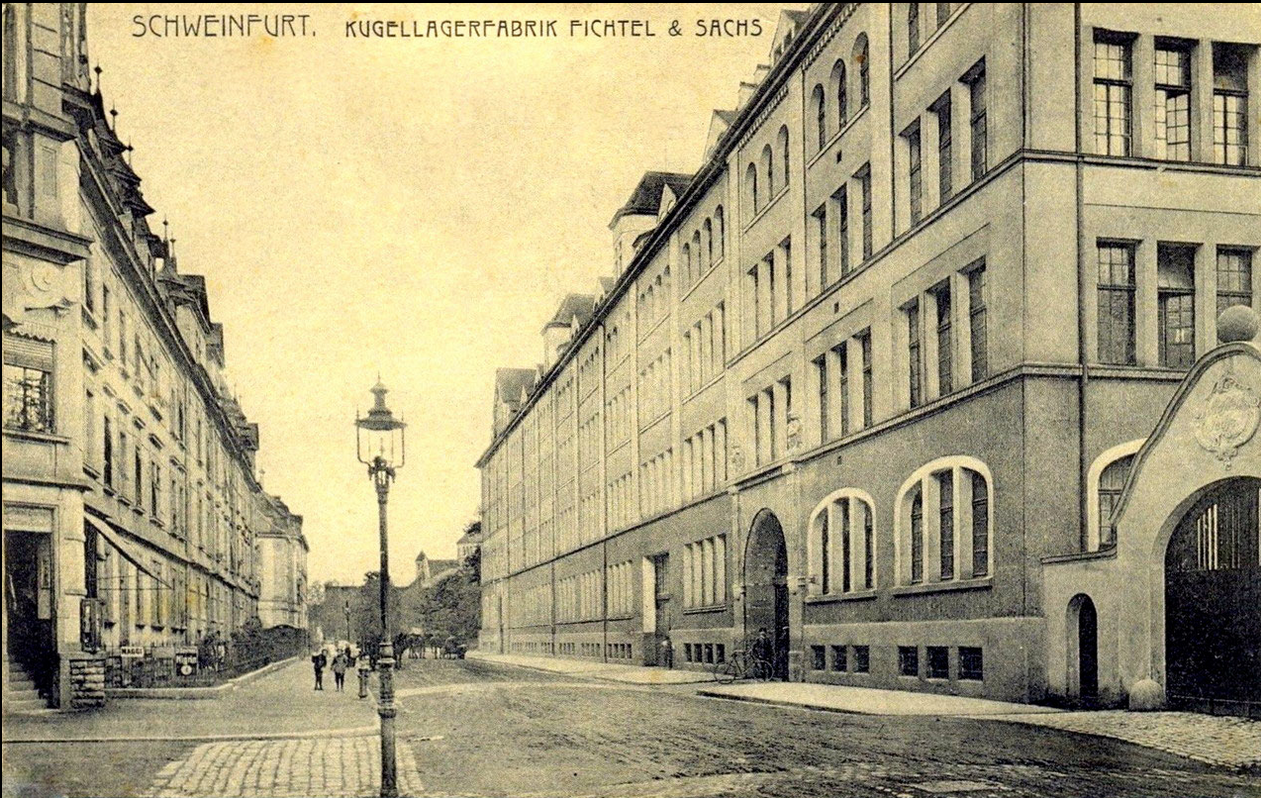
Die Kreuzung Schrammstraße/Sattlerstraße ist nur noch eine Abzweigung. Der südliche Abschnitt der Sattlerstraße wurde ins Werk 1 von Fichtel & Sachs integriert

#### Schuhfabrik Heimann
Die Schuhfabrik Heimann lag auf der Westseite der Cramerstraße, im Bereich südlich der Schrammstraße (später Werkstraße SKF Werk 1). Die Schuhfabrik ging 1932 im Zuge der Weltwirtschaftskrise in Liquidation. Das Grundstück der im Zweiten Weltkrieg zerstörten Schuhfabrik wurde in das erweiterte Werk 1 einbezogen. Dort wurden entlang der Schrammstraße hohe Klinkerbauten errichtet.
Heute befindet sich anstelle der Schuhfabrik der Westteil der Stadtgalerie Schweinfurt (Bereich westlich des Brunnens). Der Inhaber der Schuhfabrik Emil Heimann war Kultus-Vorsteher der Jüdischen Gemeinde Schweinfurt.
In der NS-Zeit zog der Reichsarbeitsdienst mit der Abteilung Fliegerhauptmann Berthold in die Schuhfabrik. Das bis heute (2022) unbebaute Areal nördlich der Schrammstraße (hinter dem Zaun im unteren rechten Bild) wurde in den Bereich des Reichsarbeitsdienstes einbezogen und die Schrammstraße dort abgesperrt.

Schuhfabrik Emil Heimann
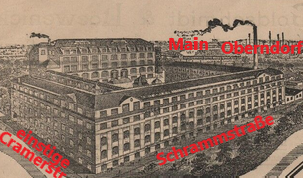
Die Fabrik wurde (wie damals üblich) größer als real dargestellt (vgl. rechtes Foto). Sie wurde später ins VKF Werk 1 integriert, im 2. Weltkrieg zerstört und danach von VKF (bzw. SKF) durch große Klinkerbauten ersetzt. Die Cramerstraße wurde in diesem Bereich ebenfalls ins VKF Werk integriert. Im Hintergrund das Industriegebiet in Oberndorf
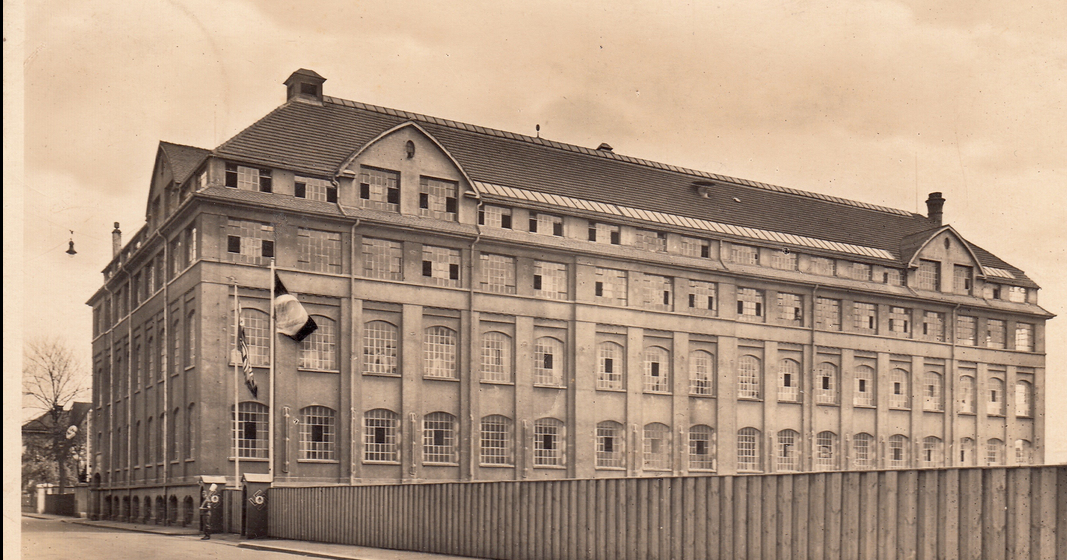
Ansicht Schrammstraße. Die Cramerstraße verläuft längs des Zauns. Die Fabrikanlage wurde kurz nach der Insolvenz von 1932 vom Reichsarbeitsdienst genutzt, mit Absperrung des westlichen Abschnitts der Schrammstraße, mit Torwache mit Spaten (siehe Bildvergrößerung)

### Gelatinefabrik

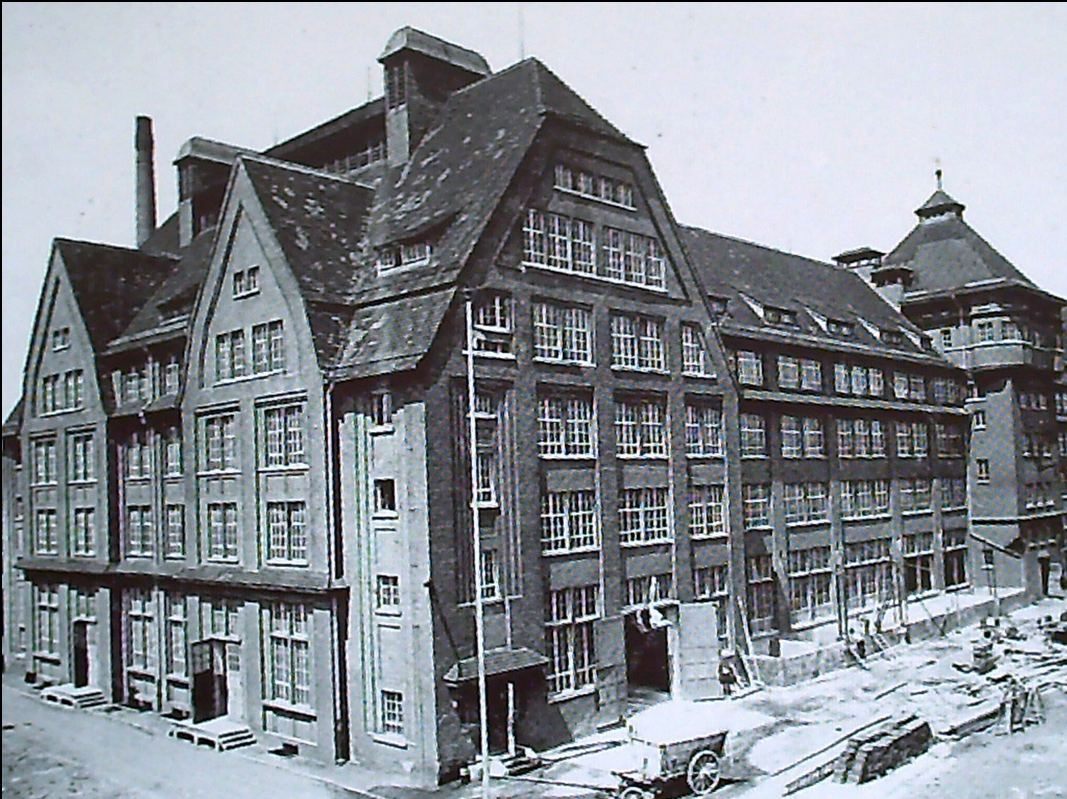
Gelatinefabrik 1913 kurz vor der Fertigstellung

Die Gelatinefabrik lag auf dem großen Areal nördlich der Ludwigstraße. Sie erlitt im Zweiten Weltkrieg starke Schäden, ihre Ruine wurde in den 1960er Jahren gesprengt. Die 1872 gegründete F. Drescher & Co. oHG vereinigte sich im Mai 1889 mit dem Unternehmen Ch. W. Heinrichs in Höchst am Main zur Deutschen Gelatine-Fabriken AG. Im Schweinfurter Werk wurde 1913 ein großer Neubau errichtet. Ursprünglich wurde Gelatine nur zu Speisezwecken hergestellt, erst später begann die Herstellung von Emulsions-Gelatine für photochemische Zwecke; die Fabrik galt als die weltweit größte ihrer Art. Sie hatte einen Bahnanschluss, der am Bergl von der Bahnstrecke Schweinfurt–Meiningen abzweigte (vergleiche Abschnitt Verkürzung der Sattler- und Cramerstraße, Stadtplan). Das Gleis wurde nach dem Krieg abgebaut.
Auf dem Areal der Gelatinefabrik wurde in den 1970er Jahren das Sternhaus als große Luxus-Apartmentanlage mit Hallenbad errichtet. Darin befindet sich heute die Seniorenresidenz Augustinum.
Siehe auch: Schweinfurter Industriegeschichte

### Umbau der Innenstadt-West

#### Stadtumbau West 2009

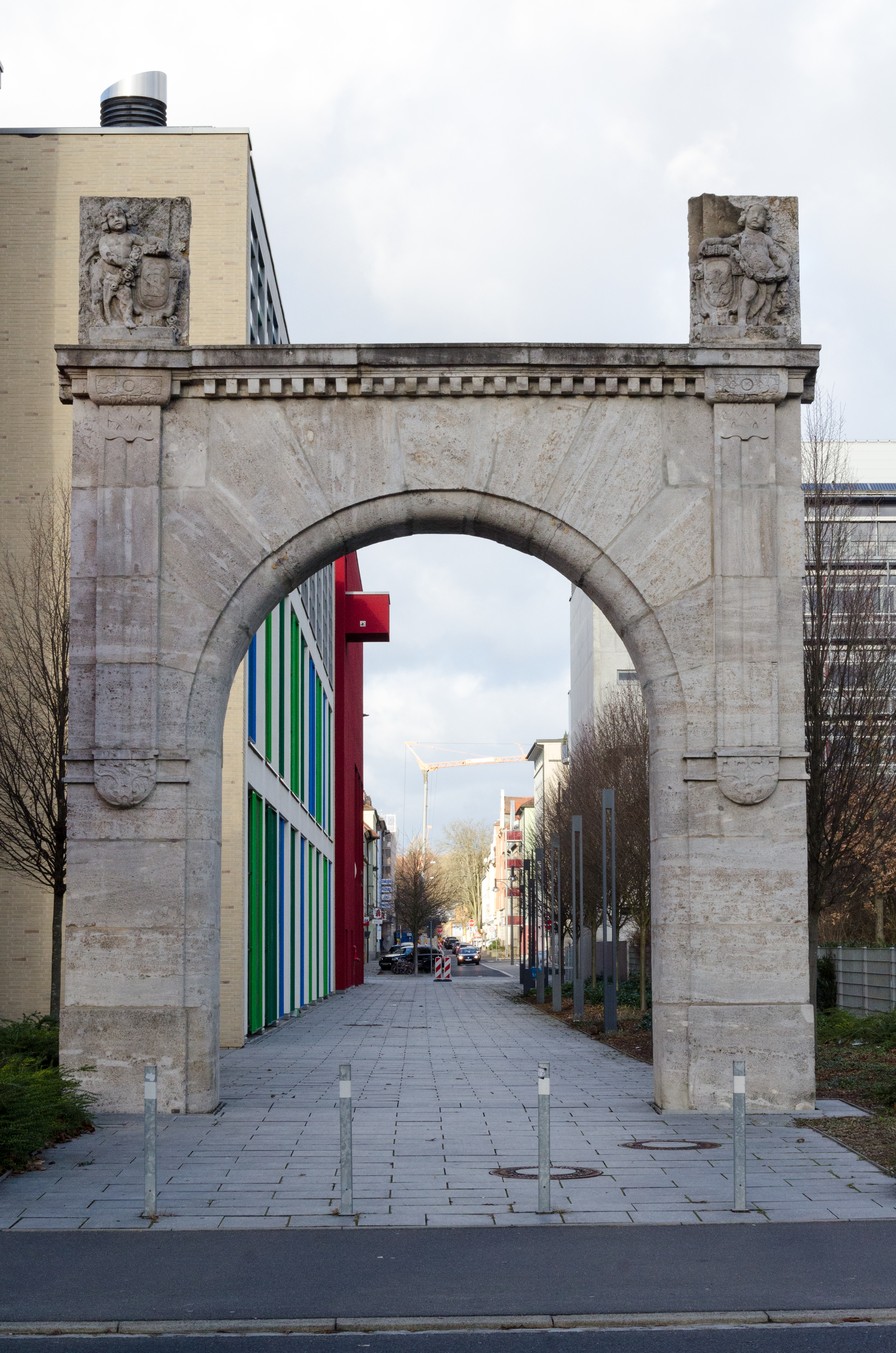
Jugendstil-Tor in Verlängerung der Sattlerstraße (vom ehem. SKF-Werk 1 transloziert)

Im Zuge der Errichtung einer 300 Meter langen Shopping-Mall, der ECE-Stadtgalerie, mit 100 Geschäften und 22.500 m² Verkaufsfläche, die 2009 eröffnet wurde, wurden große Teile des Gründerzeitviertels durch den sogenannten Stadtumbau West umgestaltet. Auch das Justizgebäude und die ehemalige Staatsbank wurden grundlegend renoviert. Am östlichen Rand des Viertels, in den Wallanlagen, wurde im ehemaligen Ernst-Sachs-Bad von 1933 ebenfalls 2009 die Kunsthalle mit 1890 m² Ausstellungsfläche eröffnet. Alle genannten Projekte entstanden unter der Ägide der damaligen Oberbürgermeisterin Gudrun Grieser und wurden zum Teil auch von ihr initiiert.

Stadtumbau West
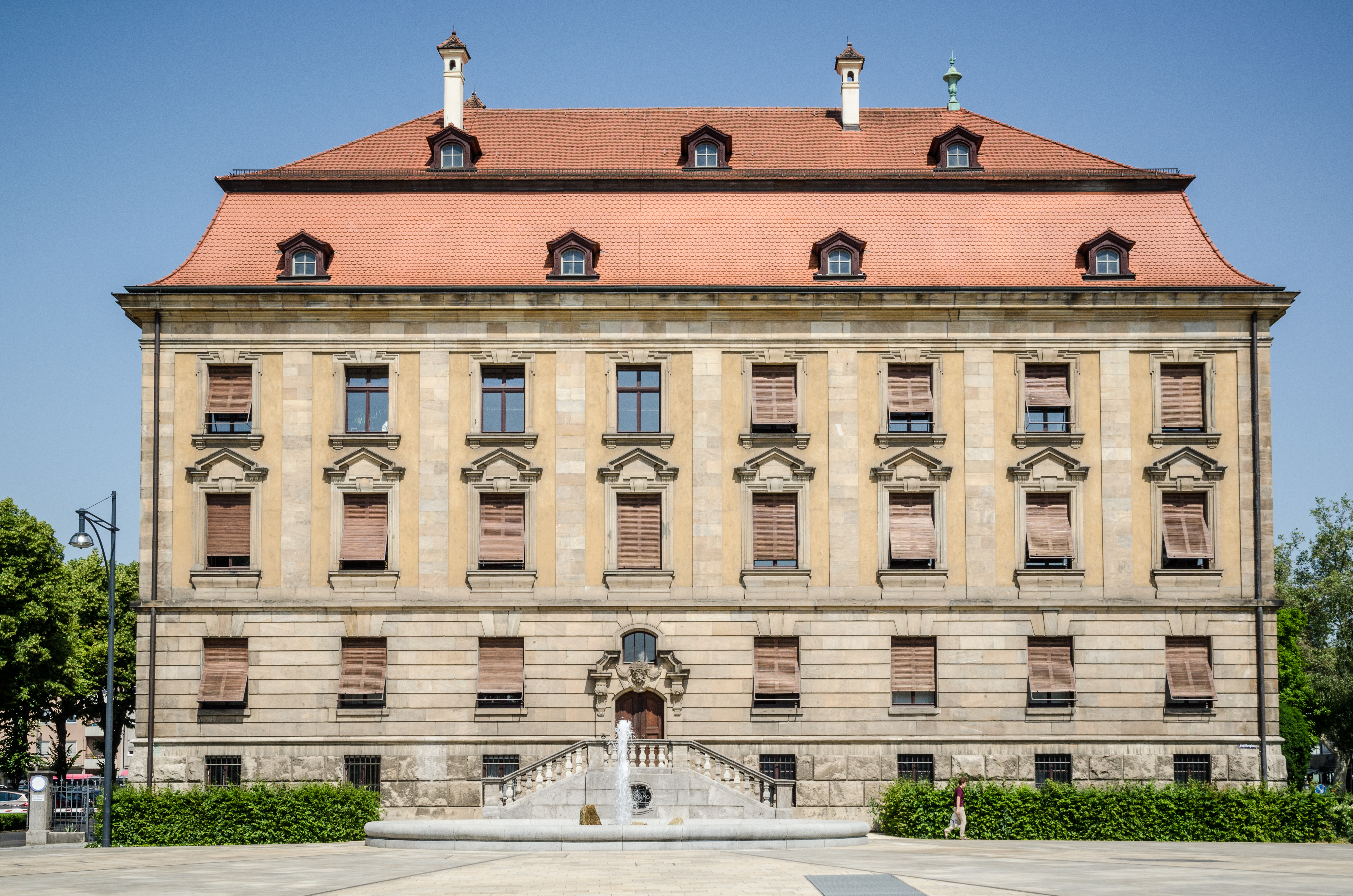
Justizpalast am umgestalteten Schillerplatz (2009)
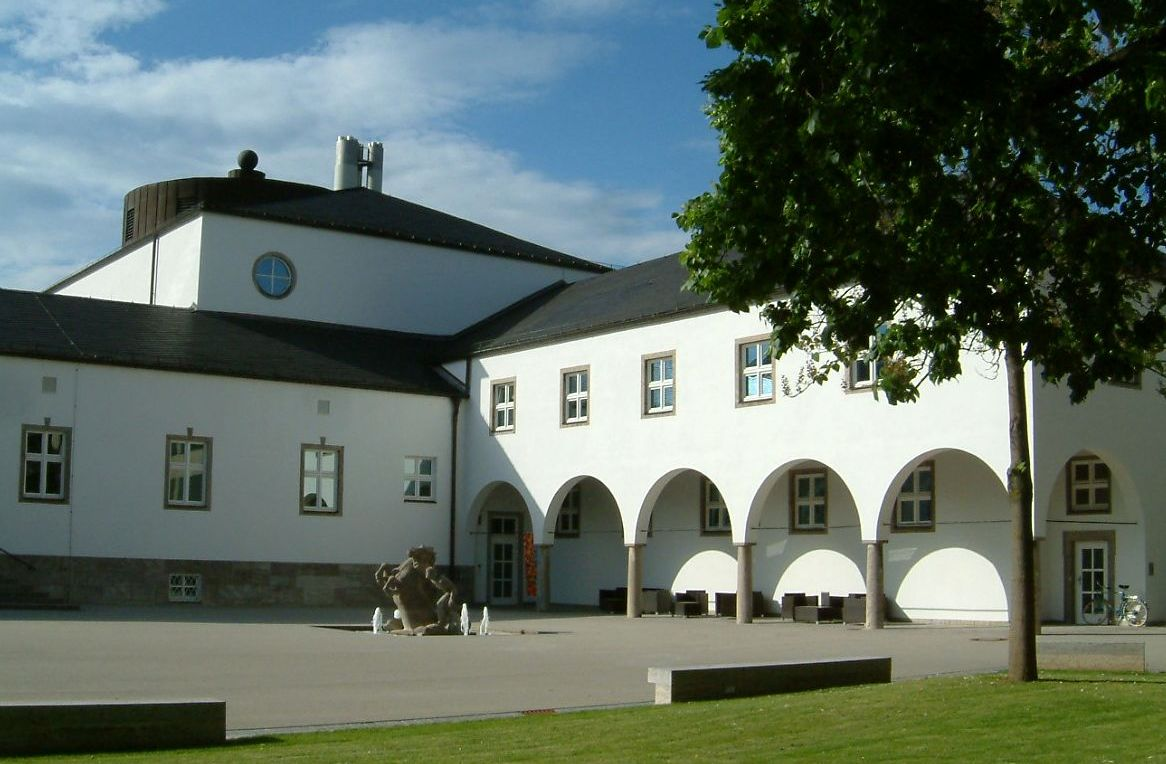
Kunsthalle Schweinfurt (1932/2009) am umgestalteten Vorplatz
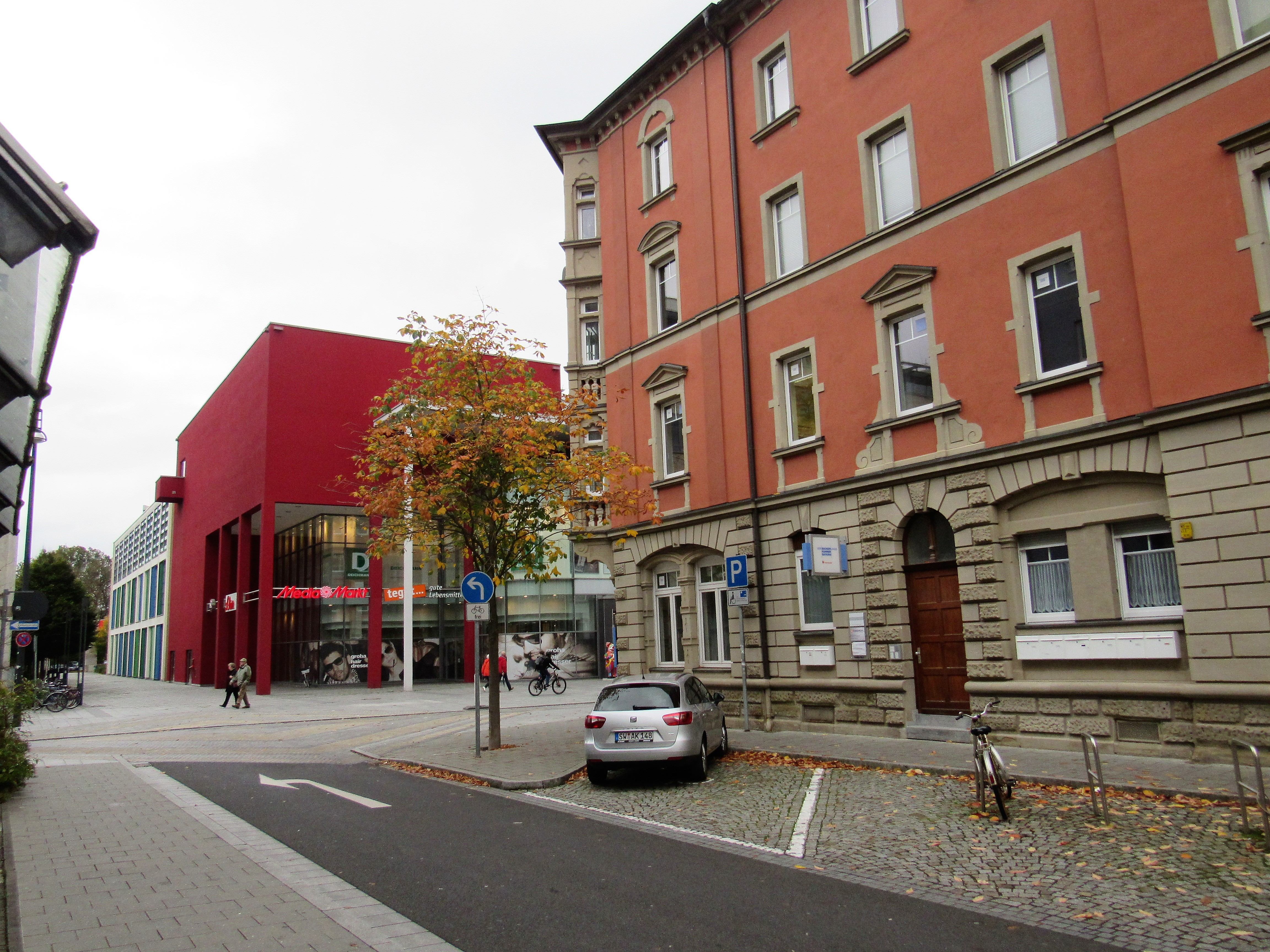
Sattlerstraße mit Stadtgalerie Schweinfurt (2009)

#### Neubauten für Behörden

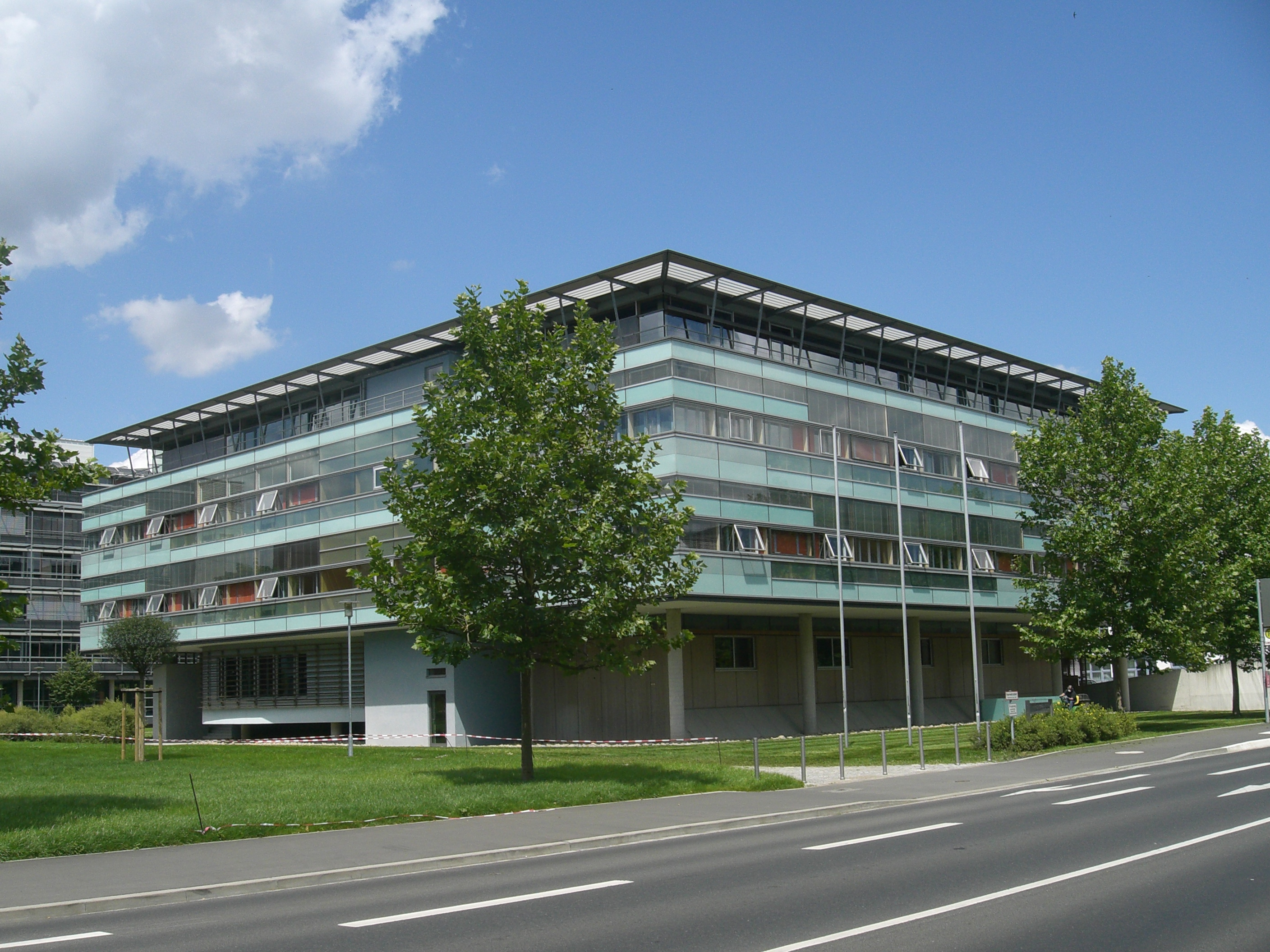
Bayerisches Landesamt für Statistik, Dienststelle Schweinfurt. Links dahinter das neue Finanzamt

Das Landratsamt Schweinfurt zog vom Musikerviertel in den 1980er Jahren in einen größeren Neubau am Schillerplatz. Das Finanzamt Schweinfurt war einst in einem neubarocken Palais am Schillerplatz untergebracht und zog in der Nachkriegszeit in einen wesentlich größeren Neubau in der benachbarten Friedenstraße. Dieser wurde abgebrochen und das Amt zog in die Schrammstraße in einen noch größeren Neubau. In der Gunnar-Wester-Straße wurde 1998 infolge einer Teilverlagerung aus München das Gebäude des Bayerischen Landesamtes für Statistik und Datenverarbeitung fertiggestellt. Durch die neuen Bauten verwandelte sich das Areal des ursprünglichen Fichtel & Sachs Werks 1 (später östliche Teil SKF Werk 1) in ein Behördenzentrum.
Auf dem Grundstück des einstigen Finanzamtes in der Friedenstraße entstand ein neues Justizzentrum, das 2023 eröffnet werden soll. Der Justizpalast in der Rüfferstraße wurde generalsaniert. Ein neuer Haupteingang ins Justizquartier führt über den Schillerplatz.

#### Nachverdichtung und Gentrifizierung
Im Zuge der Nachverdichtung des Quartiers wurden größere Projekte gehobener Qualität realisiert: das Seniorenpflegeheim Domicil (2018), die Eigentumswohnanlagen Luitpold-Terrassen (2019) und die Riedel-Höfe (2019). Durch den vorangegangenen Stadtumbau West und die neuen Projekte kam es in einigen Bereichen des westlichen Gründerzeitviertels zur Gentrifizierung.

## Innenstadt-Nord
Statistischer Bezirk 13

### Neutorvorstadt

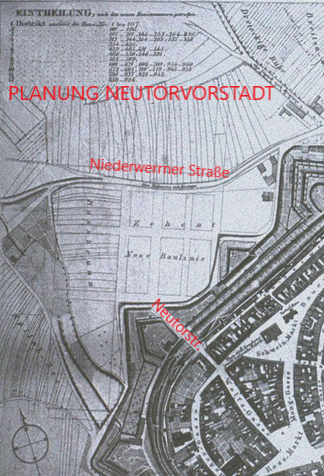
Katasterplan von 1868 mit abgebrochenem Neutor, aufgeschüttetem Stadtgraben und neuen Baulinien der südlichen Neutorvorstadt (Zehent)

Die Neutorvorstadt wurde nach dem Neutor benannt. Die Vorstadt ist ein Teil der Nördlichen Innenstadt und die erste planmäßige Stadterweiterung außerhalb der Altstadt; sie erfolgte in der Gründerzeit. Es war die erste Stadterweiterung nach fast 400 Jahren Stillstand (siehe: Altstadt, Stadterweiterung im 15. Jahrhundert). Diese Entwicklung  ist typisch für deutsche Städte, in denen oftmals an der Stadtmauer Mittelalter und Zeit der Industriellen Revolution unmittelbar aufeinandertreffen.
Auf dem rechten Katasterplan von 1868 sind bereits die Baulinien für den südlichen Teil der Neutorvorstadt, südlich der Niederwerrner Straße, eingezeichnet und nördlich von ihr angedeutet. Das Vorstadt-Projekt wurde auf dem Plan mit „Zehent“ bezeichnet, was auf einen Zehnthof des Stifts Haug in Würzburg zurückgeht, der sich einst unweit von dort in der Altstadt befand (siehe: Altstadt, Keßlergasse/Lange Zehntstraße). Im Jahr der Gründung des Deutschen Kaiserreichs 1871 wurden die baulichen Voraussetzungen für die Erschließung der Vorstadt mit dem Abbruch des Neutors geschaffen. Fünf Jahre später war der Stadtgraben aufgeschüttet und die Zufahrtsstraße fertiggestellt worden. Hier beginnt die Neutorstraße, die Nord-Süd-Achse der Vorstadt. Der Name Neutorstraße ist erstmals auf dem Stadtplan von 1885 beim Anwesen Neutorstraße 2 als Neuthor zu finden, einem Zollhäuschen Ecke Neue Gasse.

#### Südliche Neutorvorstadt
Der südliche Teil der Neutorvorstadt wurde ab etwa 1870 zwischen der Stadtbefestigung an der Christina-Schanze (seit 1887 mit dem Saalbau Mayer) und der Niederwerrner Straße angelegt. Die Vorstadt entstand zunächst als Villenviertel auf einem rechteckigen Straßengrundriss. Das Quartier wurde im Laufe der Zeit ständig nachverdichtet und besitzt heute eine fast durchgängige, bis zu viergeschossige Blockrandbebauung.
Hier befindet sich das älteste Gymnasium der Stadt, das Celtis-Gymnasium, das auf Weisung des schwedischen Königs Gustav II. Adolf 1632 in Schweinfurt als Gymnasium Gustavianum gegründet wurde. Das Celtis-Gymnasium gilt als Schweinfurter Eliteschule, mit dem höchsten Anteil von Schülern aus dem Schweinfurter Bürgertum. Schüler in diesem Gymnasium waren unter anderen der Erzbischof von München und Freising, Kardinal Faulhaber und der Verfasser des Bauhaus-Manifestes, der Architekt Theodor Fischer. Bis zur Einführung des Euros befand sich in der Neutorstraße eine Niederlassung der Landeszentralbank. Seitdem ist im Bankgebäude ein Hotel untergebracht. Gegenüber liegt das 1966 eröffnete Theater der Stadt Schweinfurt.

Südliche Neutorvorstadt
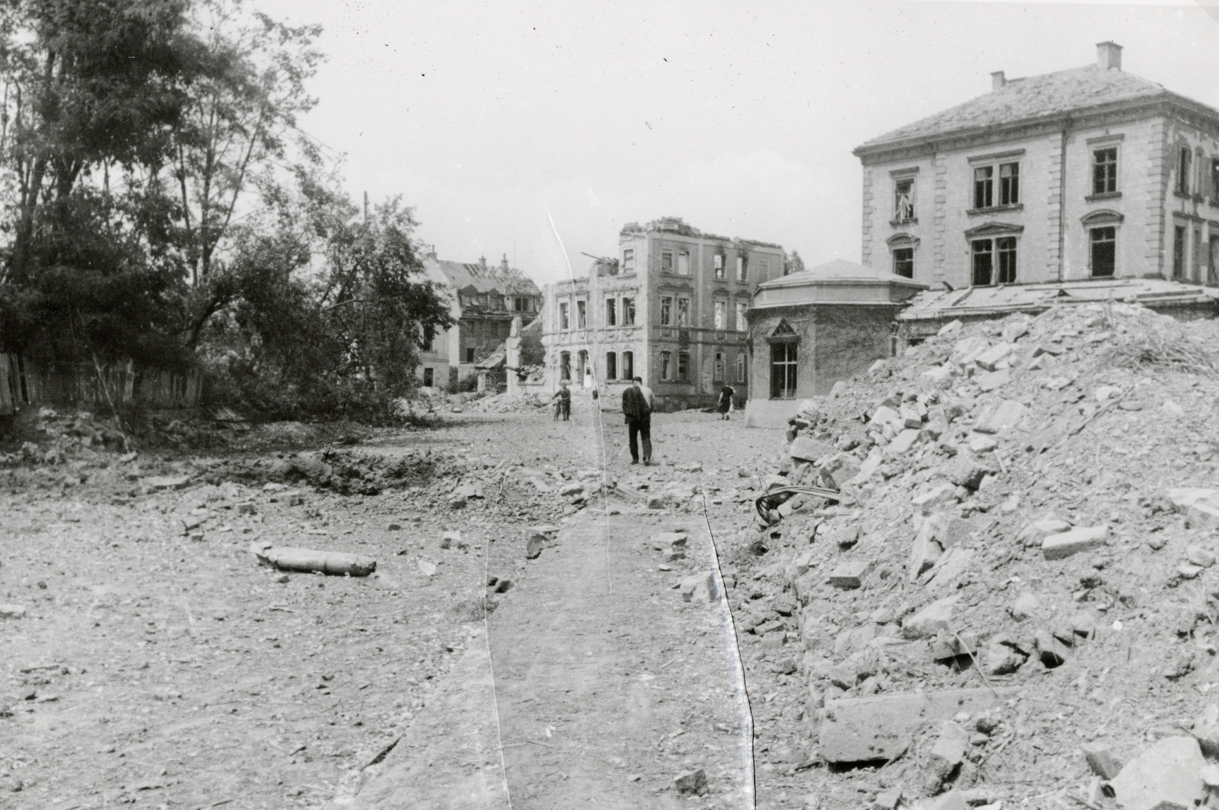
Neutorstraße nach Bombenangriff 1944 mit Kiosk bei Reichsbank (rechts nicht im Bild)
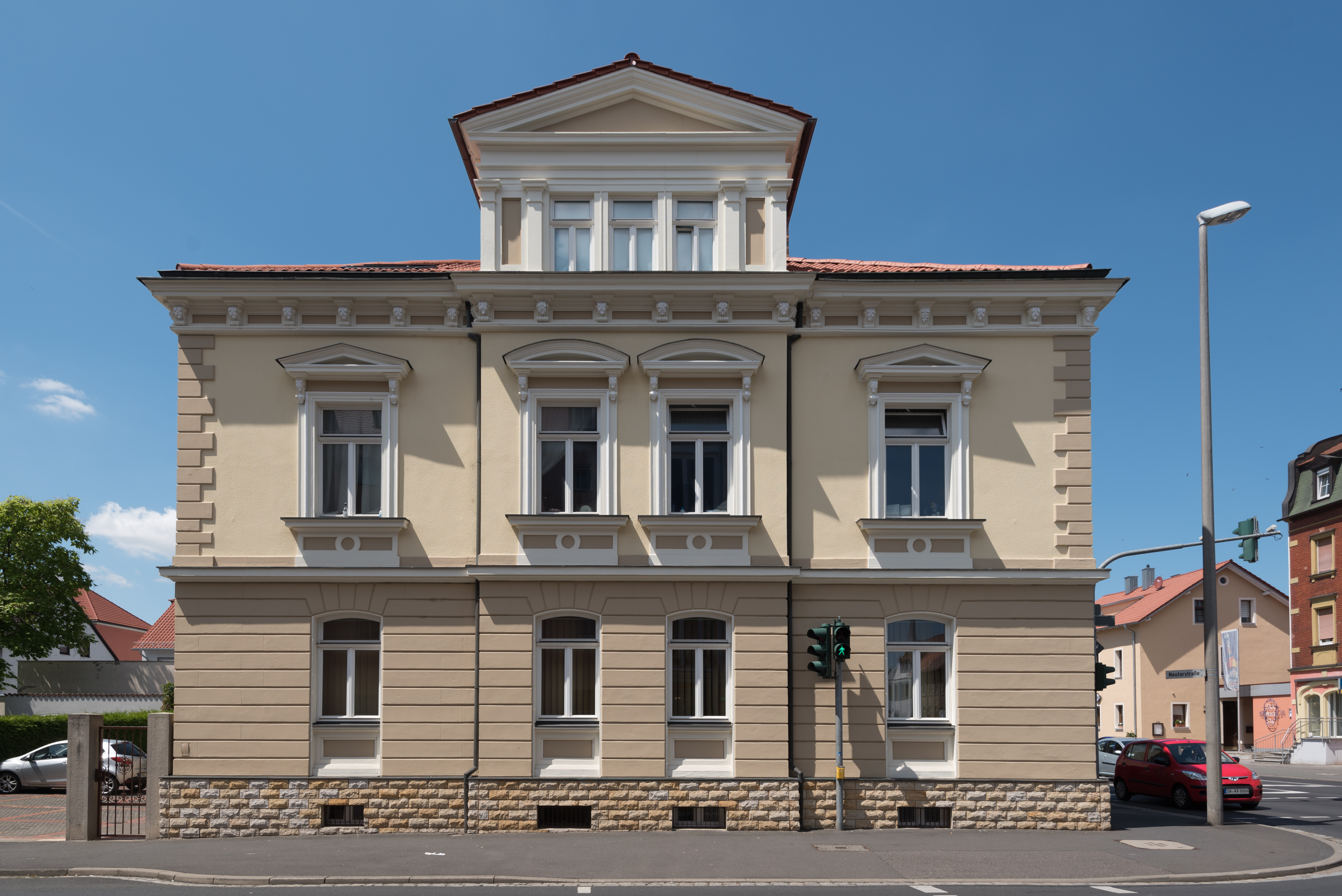
Villa (Spätklassizismus, um 1870) Niederwerrner Straße
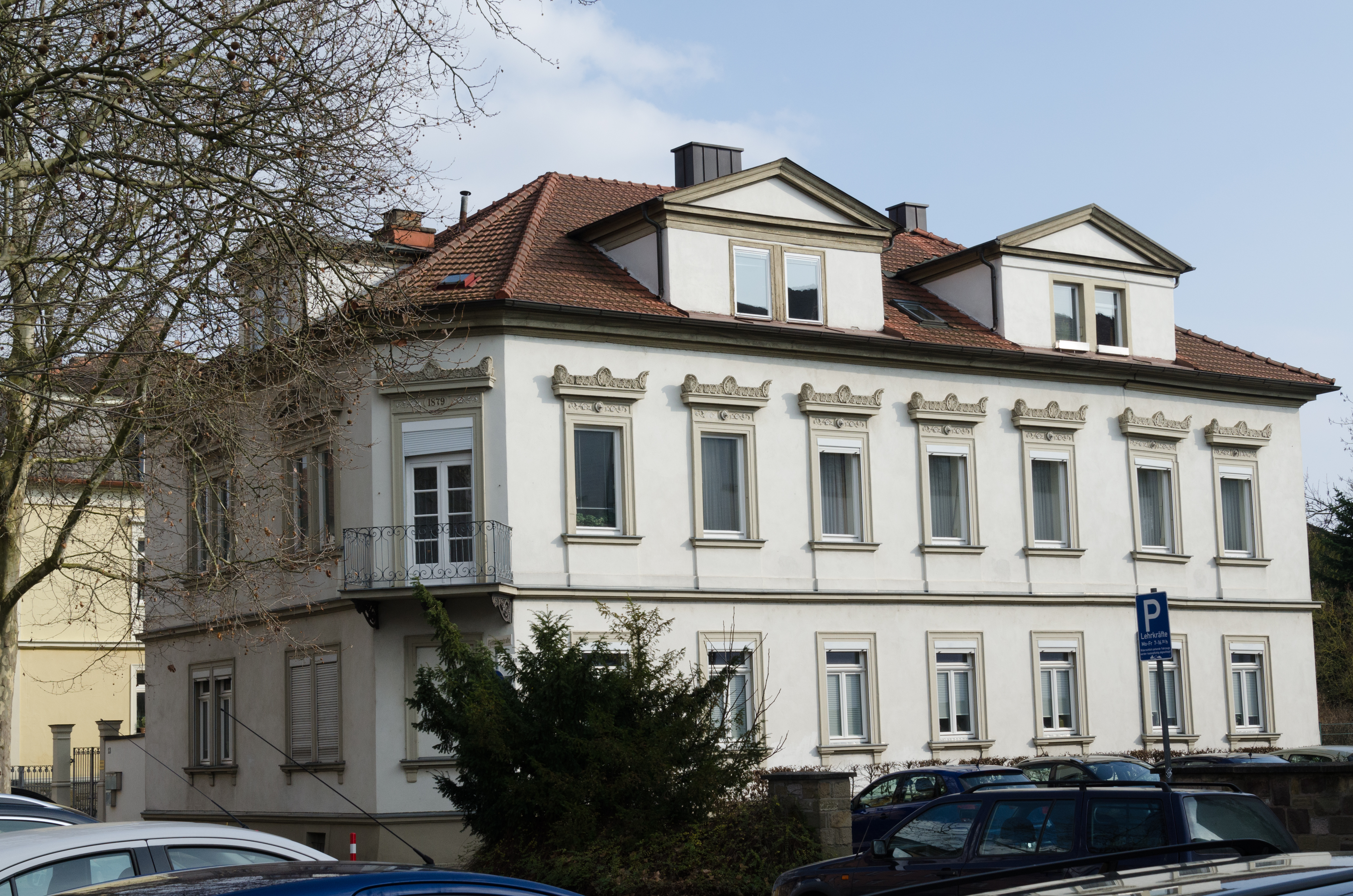
Villa (Neorenaissance, 1879) Gymnasiumstraße
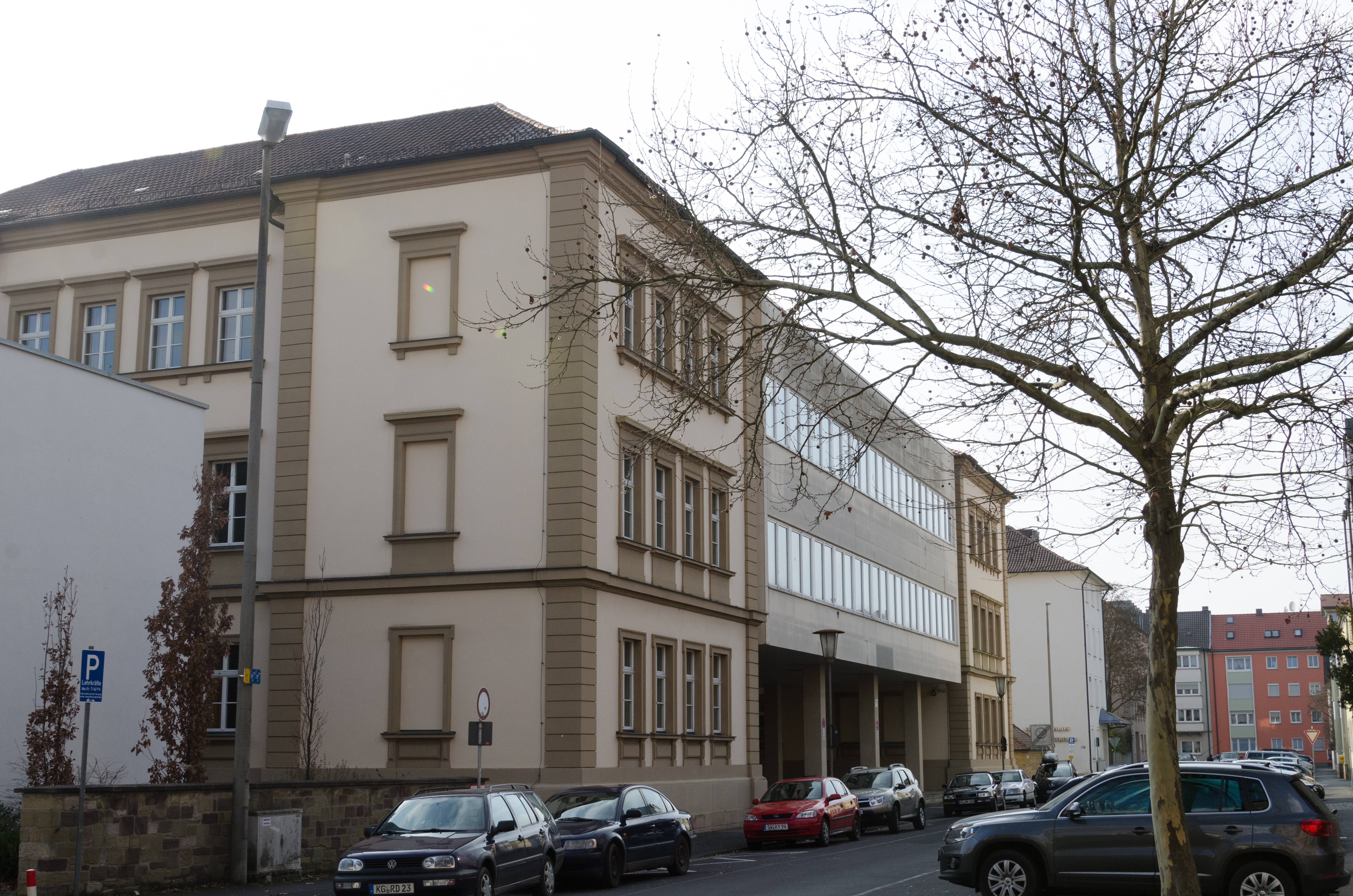
Celtis-Gymnasium (Neorenaissance, 1881)

#### Nördliche Neutorvorstadt
Etwas später entstand im nördlichen Bereich, zwischen Niederwerrner Straße und Hauptfriedhof, ein typisches Gründerzeitviertel mit Blockrandbebauung, meist mit Vorgartenzone. Es wird in neuerer Zeit auch Nördliches Gründerzeitviertel genannt, zur Unterscheidung des Westlichen Gründerzeitviertels (siehe: Innenstadt-West). Es überstand den Krieg nahezu unversehrt und wird seit den 1970er Jahren auch vom türkischen Leben geprägt. 2020 gab es Voruntersuchungen für ein Sanierungsgebiet im Bereich zwischen Niederwerrner und Schopperstraße.

### Nordwesten

#### Spitalseeplatz

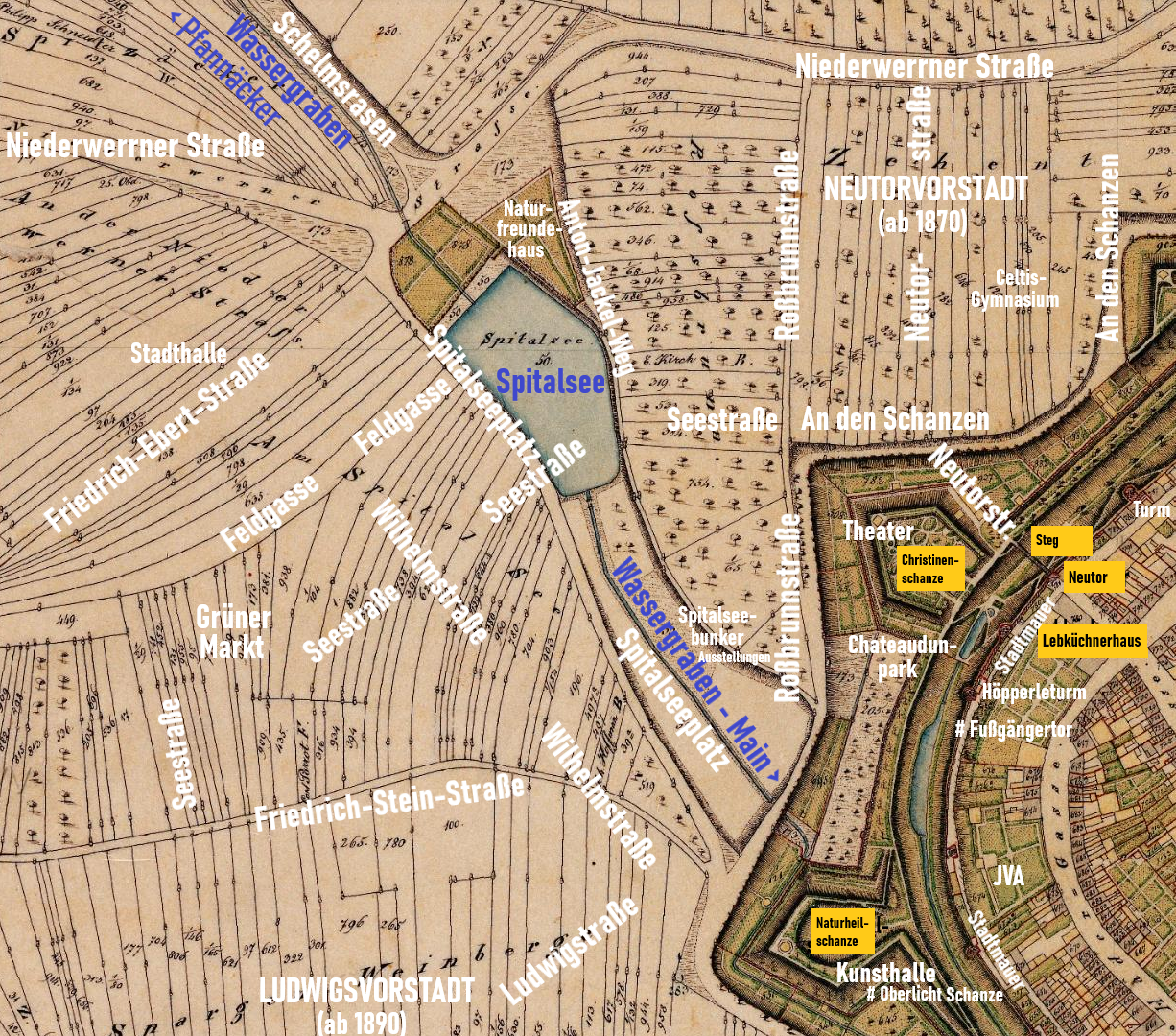
Urkataster von 1864. Südliche Neutorvorstadt und nordwestliche Innenstadt. Weiße Schrift: heutiger Bestand. Andersfarbige Schriften:
auf Urkataster eingezeichnet

Die Namen Spitalseeplatz und Seestraße weisen auf den auf Stadtplänen bis ins 19. Jahrhundert nachgewiesenen Spitalsee hin.
Über den langgezogenen Spitalseeplatz wurde in den 1960er Jahren eine Westtangente zur Altstadt geplant, die sogenannte Spitalseespange. Die Tangente sollte in Verbindung mit einer neuen Mainbrücke an den südlichen Stadtring im Hafen-Ost anknüpfen (siehe: Mainbrücken in Schweinfurt, Projekt „Dritte Mainbrücke“).

#### Spitalseebunker
Der Spitalseebunker (Hochbunker A 13) wurde erst 1943/44 als letzter Hochbunker Schweinfurts errichtet. In jenen Jahren gab es bereits Bombenangriffe auf die Stadt, weshalb der Bunker nicht vollständig fertiggestellt werden konnte. Es wurden keine Zwischenwände für die Aufteilung in kleinere Raumeinheiten eingezogen. Zudem wurde er nicht, wie andere Hochbunker der Stadt, als Wohnhaus kaschiert: es wurde weder ein Schrägdach aufgesetzt noch eine Außenfassade vorgesetzt. Die Wände haben eine Stärke von 2 Metern und die Decken von 2,50 Metern.
Der Bunker wurde in den 1980er Jahren für den Luftschutz reaktiviert. Heute werden seine großen Innenräume für meist themenbezogene Ausstellungen genutzt. Auf dem Flachdach des Bunkers wurde ein Penthaus errichtet.

#### Wilhelmstraße und Grüner Markt
Das Quartier um den Grünen Markt (Anfang 20. Jahrhundert) liegt im südwestlichen Bereich der nördlichen Innenstadt, an der Kilianskirche. Sie wurde für die ins protestantische Schweinfurt zugezogenen Arbeiter aus der ländlichen, vorwiegend katholischen Umgebung errichtet. Das Viertel besitzt lediglich um den Grünen Markt den Charakter eines eigenständigen Quartiers. Östlich davon verläuft die ebenfalls zu Beginn des 20. Jahrhunderts als Hauptachse der nordwestlichen Innenstadt angelegte Wilhelmstraße.
Das Viertel um den Grünen Markt besitzt einen sehr hohen Migrantenanteil. Um einer Ghettoisierung entgegenzuwirken, wurde der nördliche Häuserblock aus den 1920er Jahren abgebrochen. Auf Initiative der damaligen Oberbürgermeisterin Gudrun Grieser entstand dort der Campus 2 der heutigen Technischen Hochschule. Ein Ziel der Maßnahme war mehr studentisches Leben in die Innenstadt zu bringen und sozialen Ausgleich zu schaffen.

Nordwestliche Innenstadt
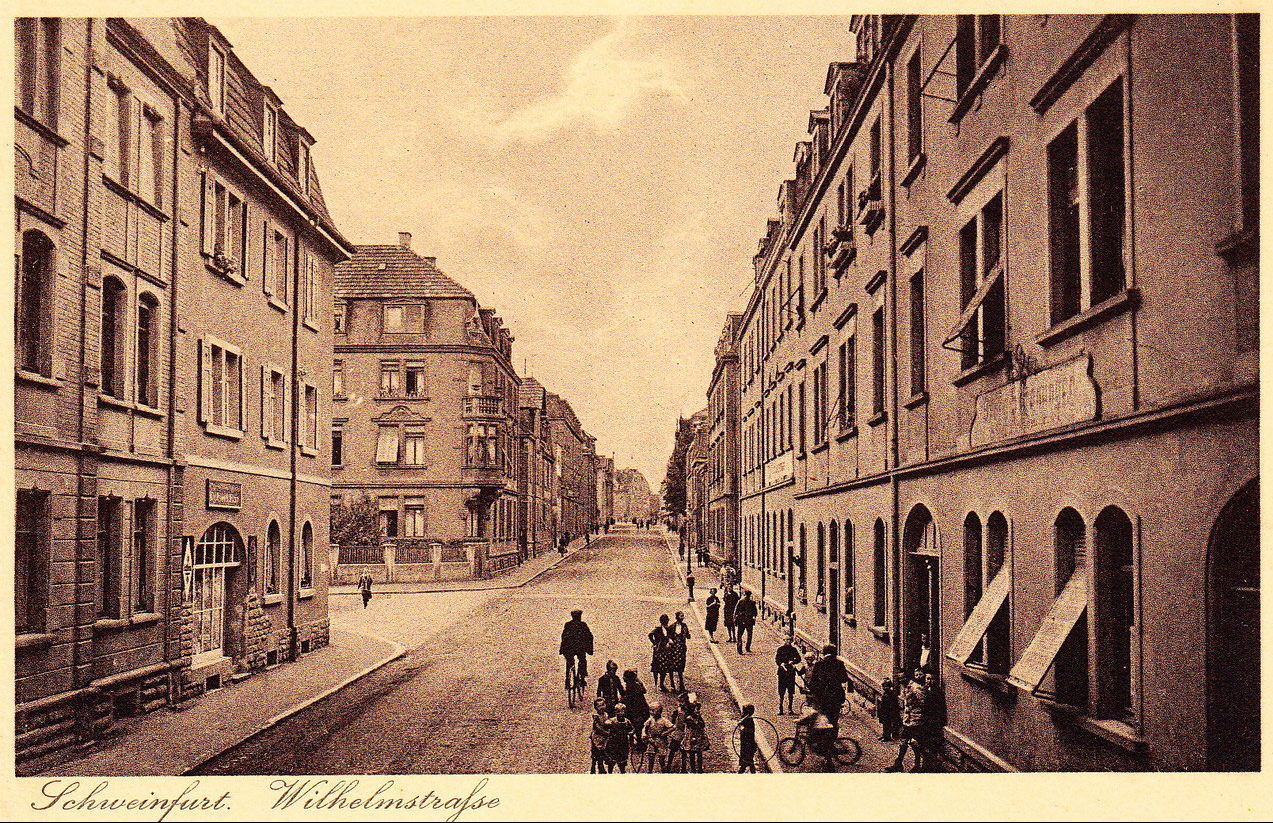
Wilhelmstraße etwa um 1920
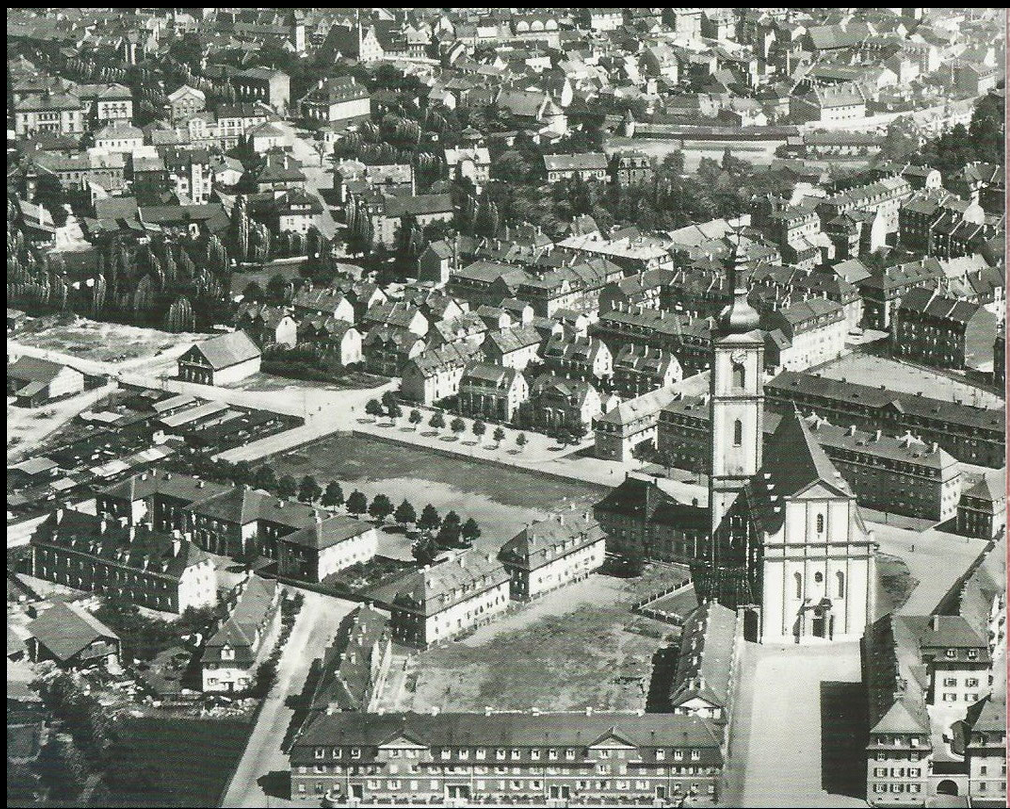
Nordwestliche Innenstadt 1931. St. Kilian, dahinter rechts Grüner Markt, dahinter links Grüngürtel des Spitalseeplatzes, dahinter Stadtmauer mit Grüngürtel (Ringanlagen)
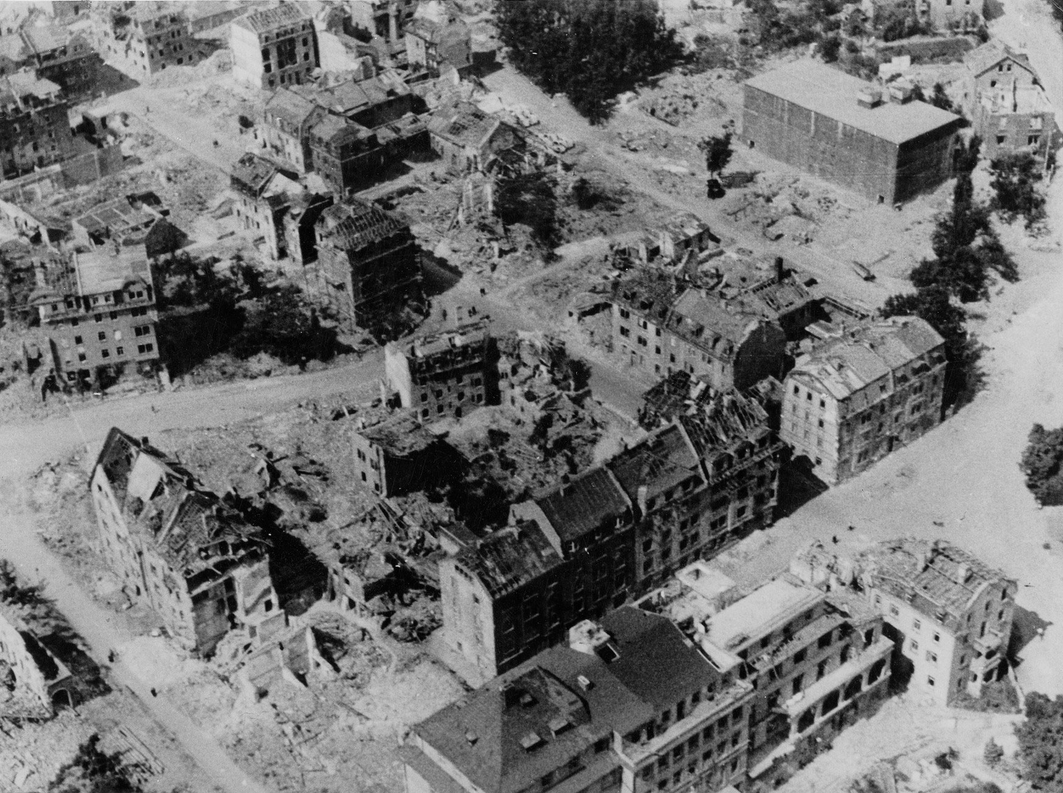
Wilhelmstraße (Diagonale) 1945. Vorne rechts Krankenhaus St. Josef an Ludwigstraße, hinten rechts Spitalseebunker (selber Blickwinkel wie linker Plan)
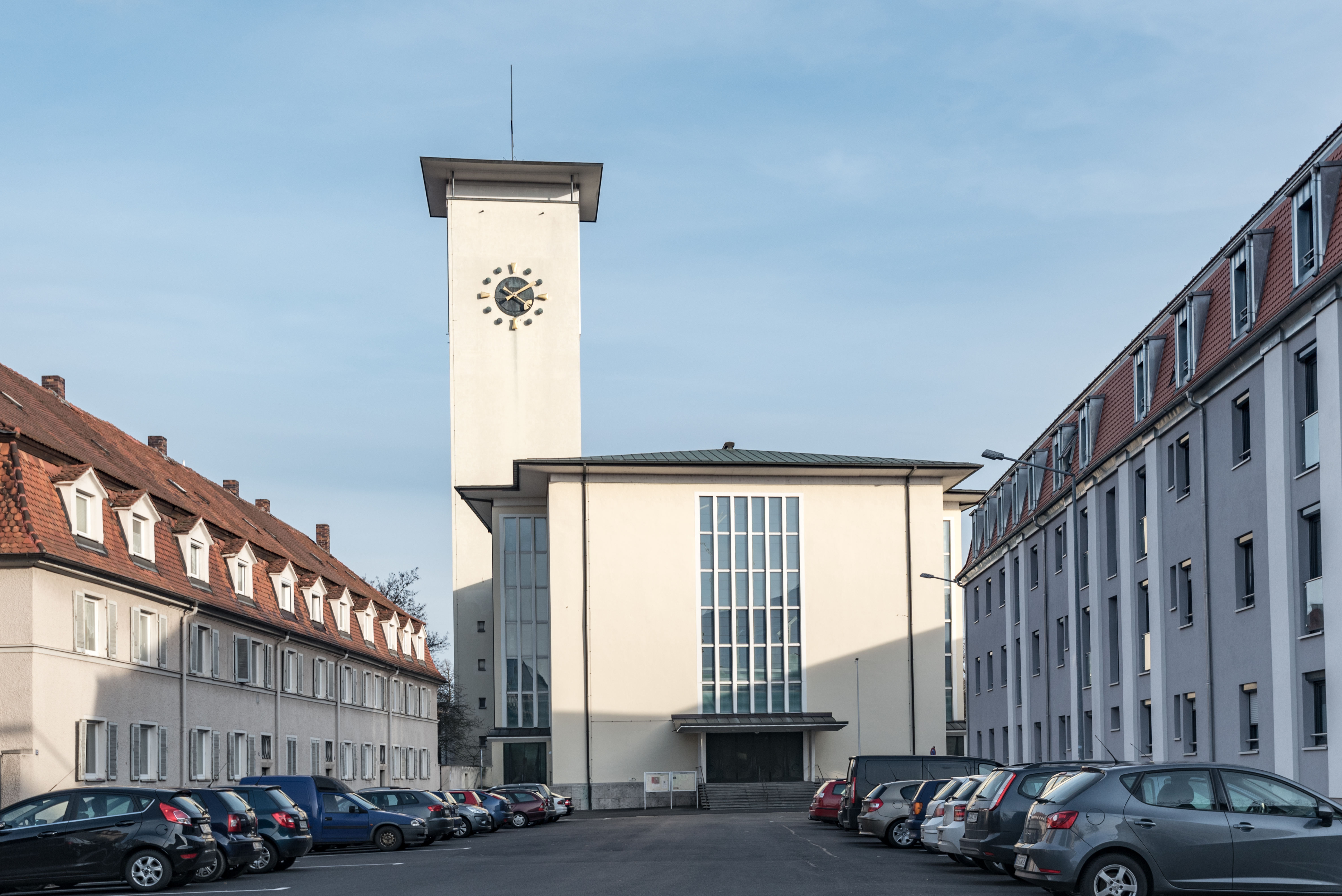
Platz vor St. Kilian 2017 mit wiederaufgebauter Kirche unter Verwendung erhaltener Außenmauern

#### Eisenbahnerblock
Schweinfurt ist keine typische Eisenbahnerstadt, weshalb kein Stadtteil entstand, in dem vorwiegend Eisenbahner wohnen, wie beispielsweise Grombühl im benachbarten Würzburg. In den 1920er Jahren wurde lediglich ein größerer Eisenbahnerblock neben St. Kilian errichtet. Im großen Hof des Eisenbahnerblocks findet die Kiliani-Kirchweih statt (Eisenbahnerkirchweih).

## Verkehr

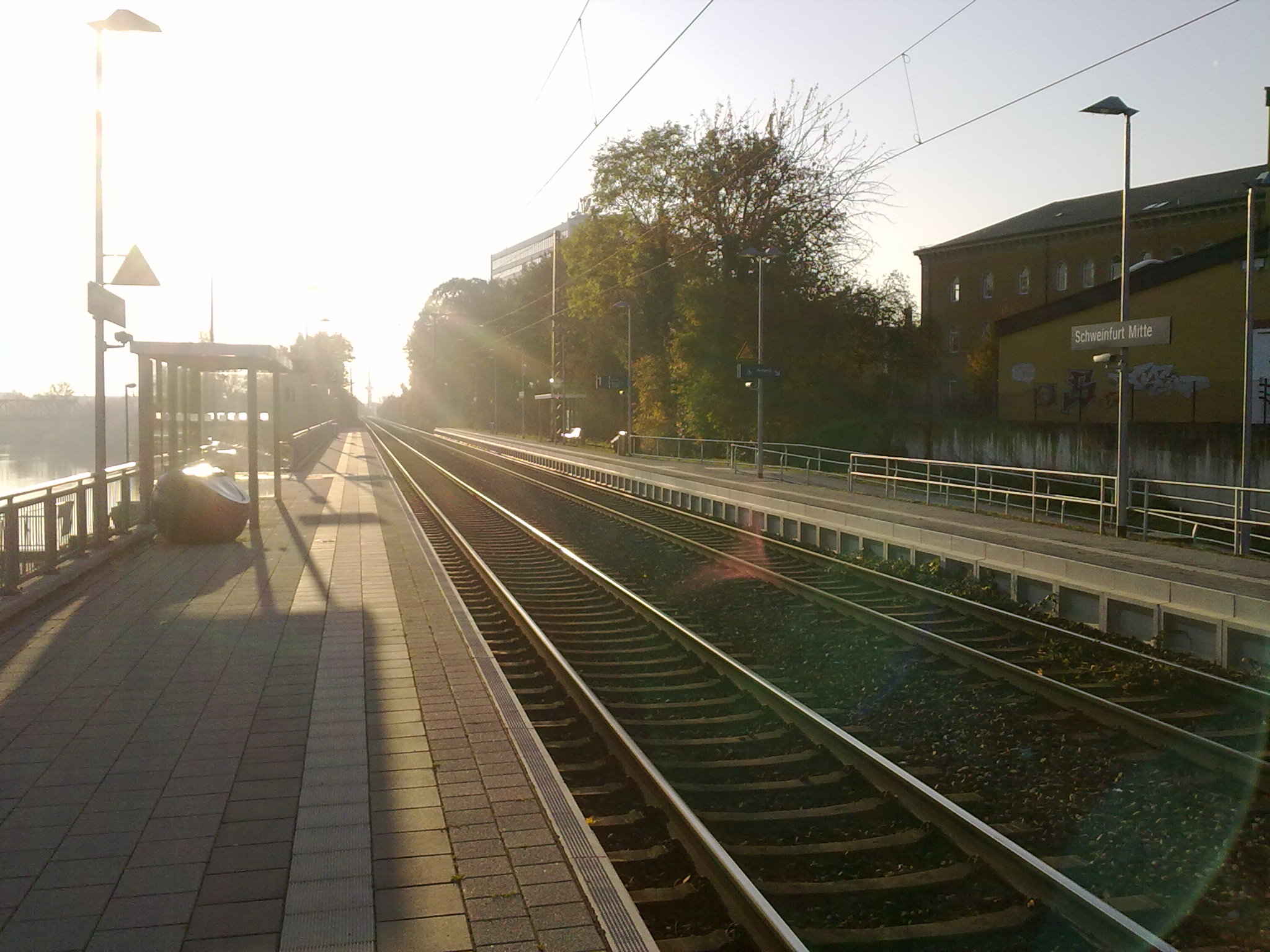
DB-Haltepunkt Schweinfurt Mitte
am nördlichen Mainufer

Zehn Stadtbuslinien laufen durch die Innenstadt: Die Linien 100, 110, 120, 130, 140, 150, 160, 170, 180 und der Campus Express (Direktverbindung vom Hauptbahnhof zur Technischen Hochschule).
Der DB-Haltepunkt Schweinfurt Mitte liegt am südlichen Rand der Innenstadt-West.
Durch die Innenstadt laufen die (einstigen) Bundesstraßen 26, 286 und 303, die aufgrund neuer Bundesautobahnen im Bereich um Schweinfurt abschnittsweise zu Staatsstraßen zurückgestuft wurden. Die Bundesautobahn 70 ist von der Innenstadt in fünf Minuten erreichbar.

## Videos
- chronoshistory: Flug über das zerstörte Berlin (0:00 bis 2:00) und die zerstörte Schweinfurter Innenstadt-West und das Industriegebiet (2:00 bis 6:00; in Farbe)
- Hip Hop Jam: Straßenszenen aus der Innenstadt-West (2:48)
- SW-N TV: Demonstration der Kurdischen Gemeinde Schweinfurt in der Innenstadt (8:50)